# 3. Oktober
Der 3. Oktober ist der 276. Tag des gregorianischen Kalenders (der 277. in Schaltjahren). Somit bleiben 89 Tage bis zum Jahresende.

## Ereignisse

### Politik und Weltgeschehen

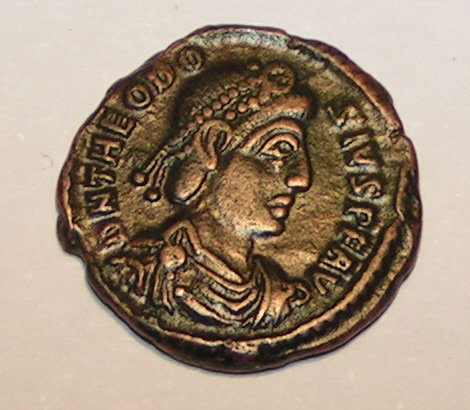
382: Theodosius I.

- 0382: Der oströmische Kaiser Theodosius I. schließt einen Vertrag mit den über die Donau geflüchteten Goten, der diese zu römischen Foederaten macht.
- 1157: Albrecht der Bär nennt sich in einer Urkunde erstmals selbst Markgraf von Brandenburg.
- 1552: Truppen Iwans des Schrecklichen erobern die Stadt Kasan und verleiben das gleichnamige Khanat dem noch jungen russischen Staat ein. Mit dem Fall Kasans ist der Weg frei für die russische Expansion nach Sibirien.
- 1569: In der Schlacht bei Moncontour im Dritten Hugenottenkrieg erleiden die Hugenotten unter ihrem Feldherrn Admiral Coligny eine schwere Niederlage gegen die katholische Seite.
- 1574: Im Achtzigjährigen Krieg gelingt es den Geusen, die seit dem 25. Mai von den Spaniern belagerte Stadt Leiden durch Fluten der umliegenden Polder zu befreien.
- 1691: Mit dem Vertrag von Limerick wird der Krieg der Jakobiten mit den Truppen des englischen Königs Wilhelm von Oranien beendet.
- 1735: Österreich und Frankreich schließen in Wien einen Präliminarfrieden zur Beendigung des Polnischen Thronfolgekrieges. Dessen Bestimmungen treten jedoch erst am 8. November 1738 durch den Frieden von Wien in Kraft.
- 1739: Der Vertrag von Nissa beendet den seit 1736 anhaltenden Krieg zwischen Russland und dem Osmanischen Reich.

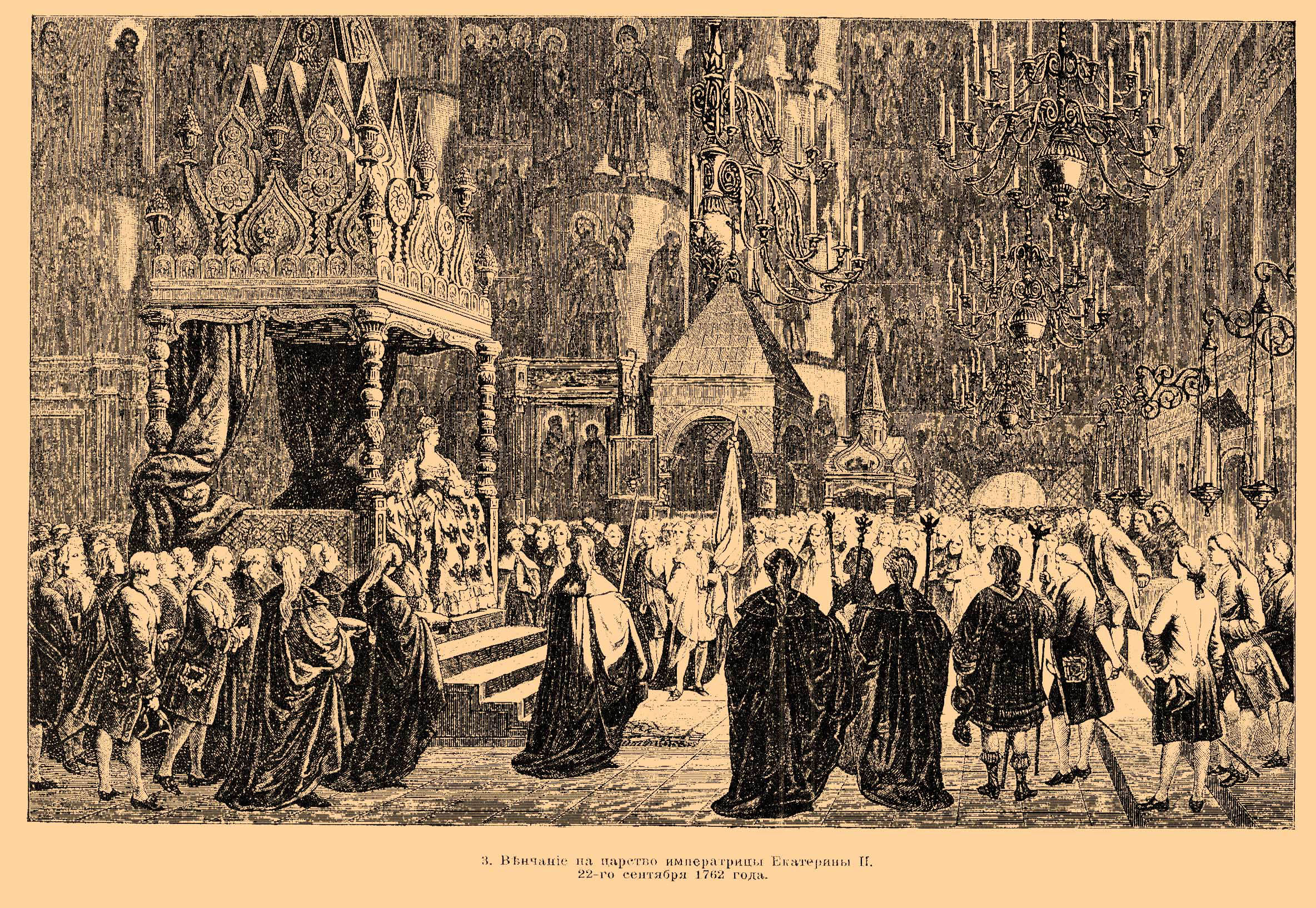
1762: Krönung Katharinas II.

- 1762: In der Moskauer Mariä-Entschlafens-Kathedrale wird Katharina II. zur Zarin gekrönt.
- 1794: Nach der Schlacht bei Aldenhoven fällt die Festung Jülich im Ersten Koalitionskrieg an die Franzosen.
- 1813: In der Schlacht bei Wartenburg während der Befreiungskriege gelingt einem preußischen Korps der Übergang über die Elbe und damit eine Bedrohung der Nordflanke der in Sachsen befindlichen französischen Truppen Napoleon Bonapartes.
- 1861: Im Amerikanischen Bürgerkrieg kommt es im westlichen Virginia zum Gefecht am Greenbrier River, das ohne Entscheidung endet.
- 1866: Gemäß der Vereinbarungen im Prager Frieden annektiert Preußen das im Deutschen Krieg besetzte Königreich Hannover.
- 1866: Der Frieden von Wien zwischen Italien und dem Kaisertum Österreich beendet den Deutschen Krieg und gleichzeitig den Dritten Italienischen Unabhängigkeitskrieg. Österreich muss Venetien an Italien abtreten, somit rückt die nationale Einigung Italiens wieder einen Schritt näher.
- 1893: Der Angriff von 6000 Rifkriegern umliegender Berberstämme auf die spanische Besitzung Melilla bildet den Auftakt zum Rifkrieg.
- 1893: Nach Ende des Französisch-Siamesischen Krieges schließen die beiden Staaten einen Vertrag, in dem Siam seine östlich des Mekong gelegenen Gebiete (das heutige Laos) an Französisch-Indochina abtritt.
- 1903: Kaiser Franz Joseph I. und Zar Nikolaus II. einigen sich im Jagdschloss Mürzsteg vertraglich, für Ruhe auf dem Balkan zu sorgen. Die nach dem Berliner Kongress aufgebaute Verwaltung Österreich-Ungarns in Bosnien und Herzegowina erregt den Unwillen der Bevölkerung.

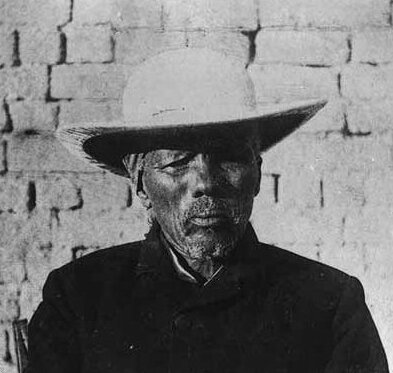
1904: Hendrik Witbooi

- 1904: Hendrik Witbooi, Kapitän der in der Kolonie Deutsch-Südwestafrika siedelnden Witbooi, kündigt den bestehenden Schutzvertrag und erklärt dem Deutschen Reich den Krieg. Mit Überfällen auf deutsche Siedler beginnt der Namakrieg.
- 1906: Auf der Internationalen Funkkonferenz in Berlin wird das SOS an Stelle des bisherigen CQD zum internationalen Notrufsignal erklärt.
- 1910: Miguel Bombarda, ein Psychiater und Vordenker der republikanischen Bewegung in Portugal, wird von einem psychisch kranken ehemaligen Patienten ermordet. Das führt in der Folge zu Aufständen gegen König Emanuel II. und die portugiesische Monarchie und zur Gründung der Ersten Republik am 5. Oktober.
- 1910: Der Ausbildungsdienst an der neu errichteten Marineschule Mürwik im Norden des Deutschen Reiches in der Grenzregion Flensburg beginnt. Die offizielle Einweihung der Schule, die nach dem Vorbild der Marienburg entstanden ist, erfolgt am 21. November durch Kaiser Wilhelm II.
- 1918: Prinz Max von Baden wird Reichskanzler. Damit ist ein Schritt in Richtung einer direkten Verantwortlichkeit der Regierung gegenüber dem Reichstag und nicht nur dem Kaiser gemacht.
- 1918: Nach dem Rücktritt seines Vaters Ferdinand I. wegen der Niederlage im Ersten Weltkrieg wird Boris III. neuer Zar in Bulgarien.

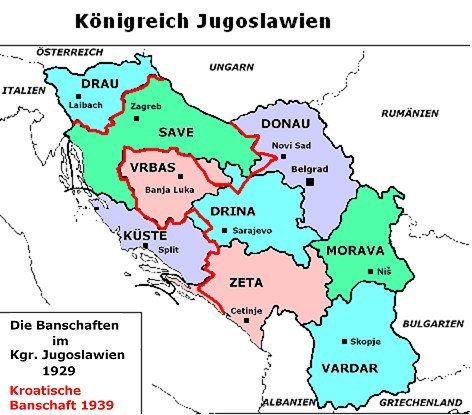
1929: Das Königreich Jugoslawien

- 1929: Das Königreich der Serben, Kroaten und Slowenen wird durch eine neue Verfassung in Königreich Jugoslawien umbenannt und in neun Banschaften gegliedert.
- 1932: Das britische Mandat über den Irak endet mit der Aufnahme des Landes in den Völkerbund.
- 1935: Mit dem von Benito Mussolini befohlenen Einmarsch italienischer Truppen in Äthiopien beginnt der Abessinienkrieg.
- 1940: Im Deutschen Reich beginnt die Kinderlandverschickung, bei der Kinder und Jugendliche aus vom Luftkrieg betroffenen Städten in ländliche Gebiete evakuiert werden.
- 1944: Zur Vorbereitung der alliierten Invasion bombardiert die Royal Air Force Deiche auf der Halbinsel Walcheren, vor allem im Bereich von Westkapelle. Weite Teile der Halbinsel werden überflutet und 176 Menschen kommen ums Leben.
- 1957: Willy Brandt wird als Nachfolger des verstorbenen Otto Suhr zum Regierenden Bürgermeister von Berlin gewählt.
- 1961: In der DDR werden während der Aktion Festigung bzw. Aktion Kornblume 3175 Menschen aus dem Sperrgebiet zwangsausgesiedelt.
- 1965: Mit der Unterschrift von US-Präsident Lyndon B. Johnson unter den Immigration and Naturalization Services Act of 1965 wird das Einwanderungsrecht der Vereinigten Staaten liberaler gestaltet.
- 1969: Mit seiner Leipziger-Volkszeitung-Entscheidung fällt das deutsche Bundesverfassungsgericht ein richtungsweisendes Urteil zur Rezipientenfreiheit.

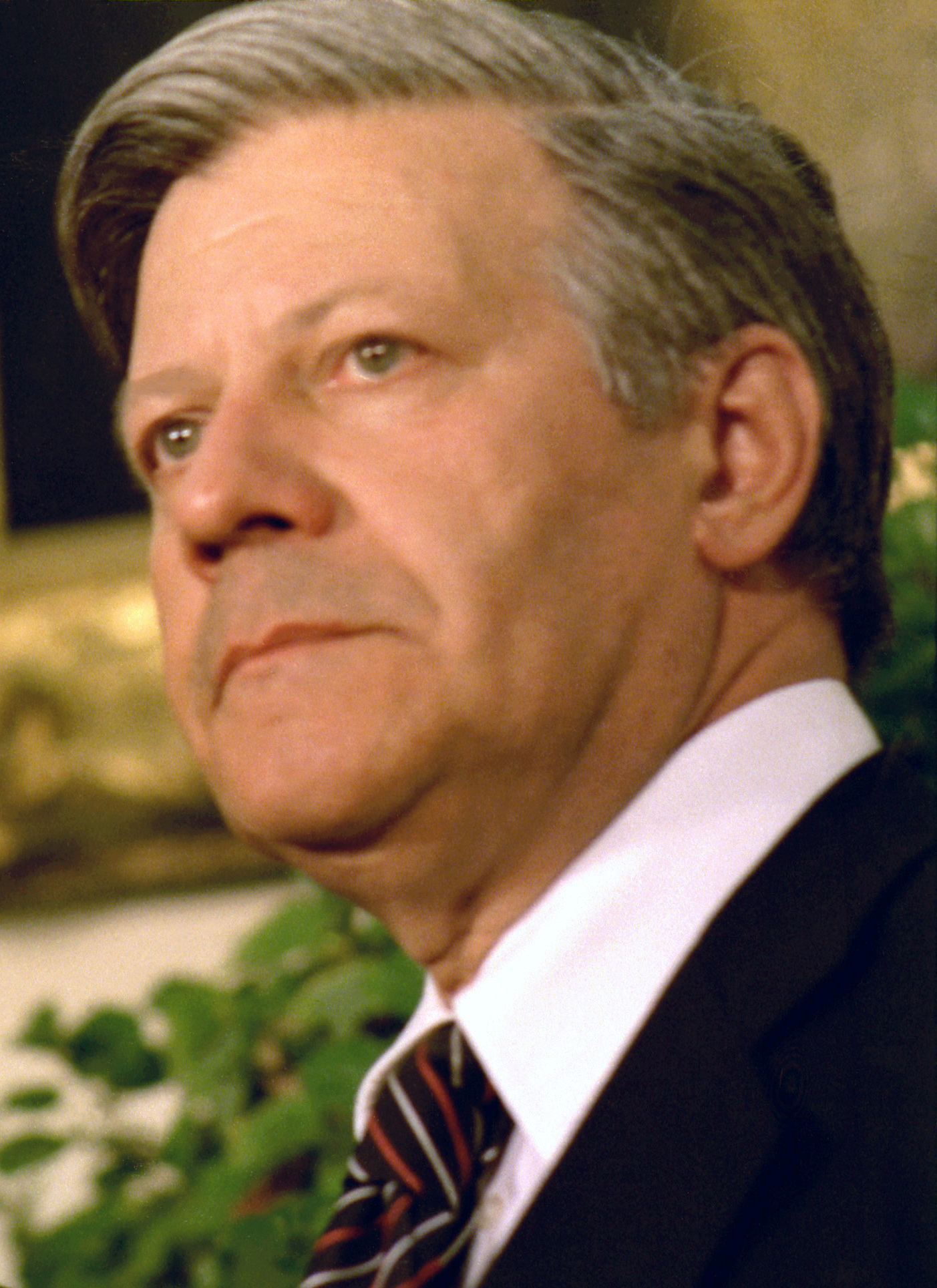
1976: Helmut Schmidt

- 1976: Bei den Wahlen zum Deutschen Bundestag verliert die SPD unter Bundeskanzler Helmut Schmidt ihre Stellung als stärkste Fraktion im Bundestag, kann jedoch zusammen mit der FDP ihre Regierungsmehrheit verteidigen. Die CDU/CSU unter Helmut Kohl bleibt in der Opposition. Am selben Tag tritt der hessische Ministerpräsident Albert Osswald (SPD) wegen seiner Rolle im Helaba-Skandal zurück.
- 1981: Der Hungerstreik im HM Prison Maze im nordirischen Belfast wird nach sieben Monaten für beendet erklärt. Zehn von den Briten gefangene Mitglieder der IRA und INLA sind im Streikverlauf wegen Essensverweigerung gestorben.
- 1985: In der Konvention von Granada verständigt sich der Europarat auf den Schutz des architektonischen Erbes.
- 1990: Deutsche Wiedervereinigung: Die neuen Länder auf dem Gebiet der ehemaligen DDR treten der Bundesrepublik Deutschland bei. Damit löst der 3. Oktober als Tag der Deutschen Einheit den – bis dahin in der Bundesrepublik Deutschland geltenden – 17. Juni als deutschen Nationalfeiertag ab. Bereits zwei Tage vorher hatten die Bundesrepublik Deutschland und die Deutsche Demokratische Republik ihre volle Souveränität erhalten, indem am Rande des KSZE-Treffens der alliierten Außenminister in New York die Vorbehaltsrechte der vier Siegermächte des Zweiten Weltkrieges ausgesetzt worden waren. Der Zwei-plus-Vier-Vertrag selbst tritt hingegen erst am 15. März 1991 in Kraft und gewährt dem vereinten Deutschland auch völkerrechtlich die ungeschmälerte Souveränität. Die Feindstaatenklausel der Charta der Vereinten Nationen bleibt davon allerdings unberührt.
- 1993: Im Somalischen Bürgerkrieg kommt es zur Schlacht von Mogadischu zwischen US Army Rangers sowie UNO-Truppen auf der einen und somalischen Milizionären auf der anderen Seite. Die Ereignisse inspirieren Ridley Scott später zu dem Film Black Hawk Down.

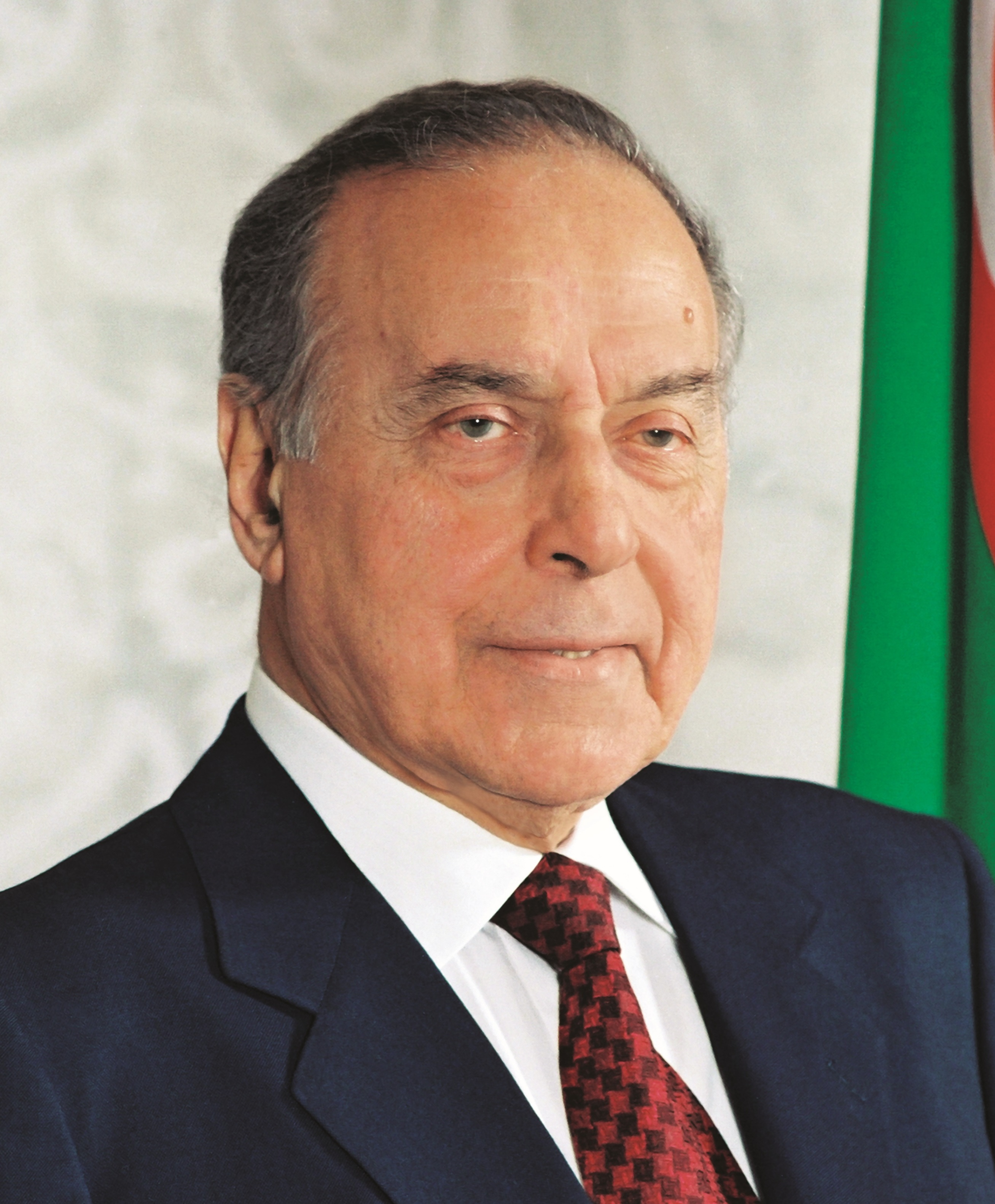
1993: Heydər Əliyev

- 1993: Heydər Əliyev wird aserbaidschanischer Präsident.
- 1994: Fernando Henrique Cardoso wird mit großer Mehrheit zum Präsidenten Brasiliens gewählt
- 1998: In Dänemark werden Verschärfungen im Umgang mit Arbeitslosen durchgesetzt.
- 1999: Bei den Nationalratswahlen in Österreich wird die FPÖ nach der SPÖ zweitstärkste politische Kraft.
- 2005: Beginn der Beitrittsverhandlungen der EU mit Kroatien und der Türkei. Die im Europäischen Parlament und von Österreich vorgebrachten Bedenken gegen einen Beitritt der Türkei spiegeln sich im Rahmentext wider, am Ende der Verhandlungen auch zu prüfen, ob die EU die Aufnahme wirtschaftlich und politisch verkraften kann. Die Gespräche mit Kroatien werden statt 2004 erst jetzt aufgenommen, da Kroatien nach Auffassung der Europäischen Kommission nur mangelhaft mit dem Haager Kriegsverbrechertribunal kooperiert hat.
- 2010: Die letzte Rate der deutschen Reparationen nach dem Ersten Weltkrieg wird beglichen.
- 2023: Das Repräsentantenhaus der Vereinigten Staaten wählt nach einem Misstrauensantrag (motion to vacate) des Abgeordneten Matt Gaetz erstmals in der Geschichte der Vereinigten Staaten den Sprecher, Kevin McCarthy, ab.

### Wirtschaft

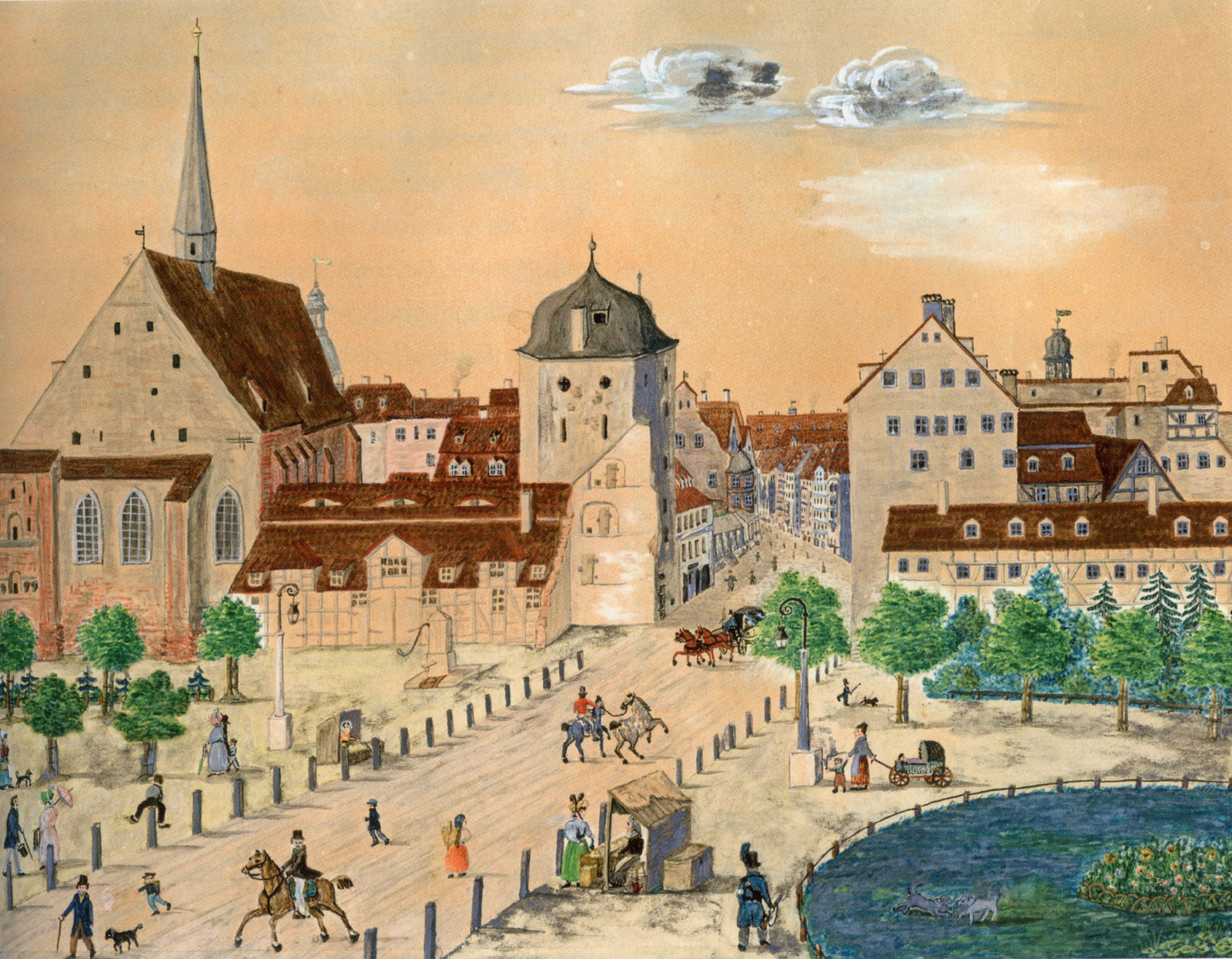
1835: Der Augustusplatz vor Errichtung des Cafés

- 1835: Der Zuckerbäcker Wilhelm Felsche eröffnet auf dem Augustusplatz in Leipzig das Café Français mit angeschlossenem Verkaufsraum.
- 1835: Johann Sebastian Staedtler gründet in Nürnberg eine Fabrik, um Bleistifte herzustellen.
- 1905: Der Franzose Léon Creux lässt einen Luftverdichter mit hohem Wirkungsgrad patentieren, der in den 1980er Jahren als G-Lader in Volkswagen-Modellen reüssiert.
- 1931: Die Türkiye Cumhuriyeti Merkez Bankası wird als Zentralbank der Türkei gegründet.
- 1953: In Brasilien entsteht das mit Monopolrechten ausgestaltete Mineralölunternehmen Petrobras.
- 1969: Der Gouverneursrat des Internationalen Währungsfonds beschließt die Einführung von Sonderziehungsrechten als künstliche Währung ins internationale Finanzsystem.
- 2008: Die kurz- und mittelfristige Liquiditätsversorgung der Hypo Real Estate wird nach zwölfstündigem Verhandlungsmarathon durch eine 35-Milliarden-Euro-Bürgschaft des Staates sowie deutscher Finanzinstitute gesichert. Ein drohender Kollaps des DAX-Unternehmens wird dadurch abgewendet.
- 2008: In den Vereinigten Staaten tritt der Emergency Economic Stabilization Act in Kraft. Mit Finanzmitteln des Staates von bis zu 700 Milliarden US-Dollar soll nach dem Paulson-Plan der Finanzmarkt vor schweren Auswirkungen der Finanzkrise ab 2007 bewahrt werden.

### Wissenschaft und Technik

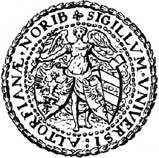
1622: Siegel der Universität Altdorf

- 1622: Kaiser Ferdinand II. erhebt die Altdorfer Akademie in Altdorf bei Nürnberg zur Universität der Freien Reichsstadt Nürnberg.
- 1901: Wilhelm Kress unternimmt seinen Flugversuch mit einem Wasser-Flugzeug am Wienerwaldsee.
- 1942: Mit dem ersten erfolgreichen Start der A4-/V2-Rakete in Peenemünde mit einer Gipfelhöhe von 84,5 Kilometern und einer Reichweite von 190 Kilometern gilt diese als das erste von Menschenhand gebaute Gerät, welches in den Weltraum vorgestoßen ist.
- 1952: Die erste britische Atombombe wird vor Australien gezündet.
- 1962: Im Rahmen des US-amerikanischen Mercury-Programms wird ein bemannter Weltraumflug mit dem Astronauten Walter Schirra durchgeführt. Nach sechs Erdumkreisungen endet die Mission Mercury-Atlas 8 mit der Wasserung der Kapsel im Pazifik.
- 1967: Die bis 2016 größte Schleuse der Welt, die Berendrechtschleuse, wird bei Antwerpen in Betrieb genommen.

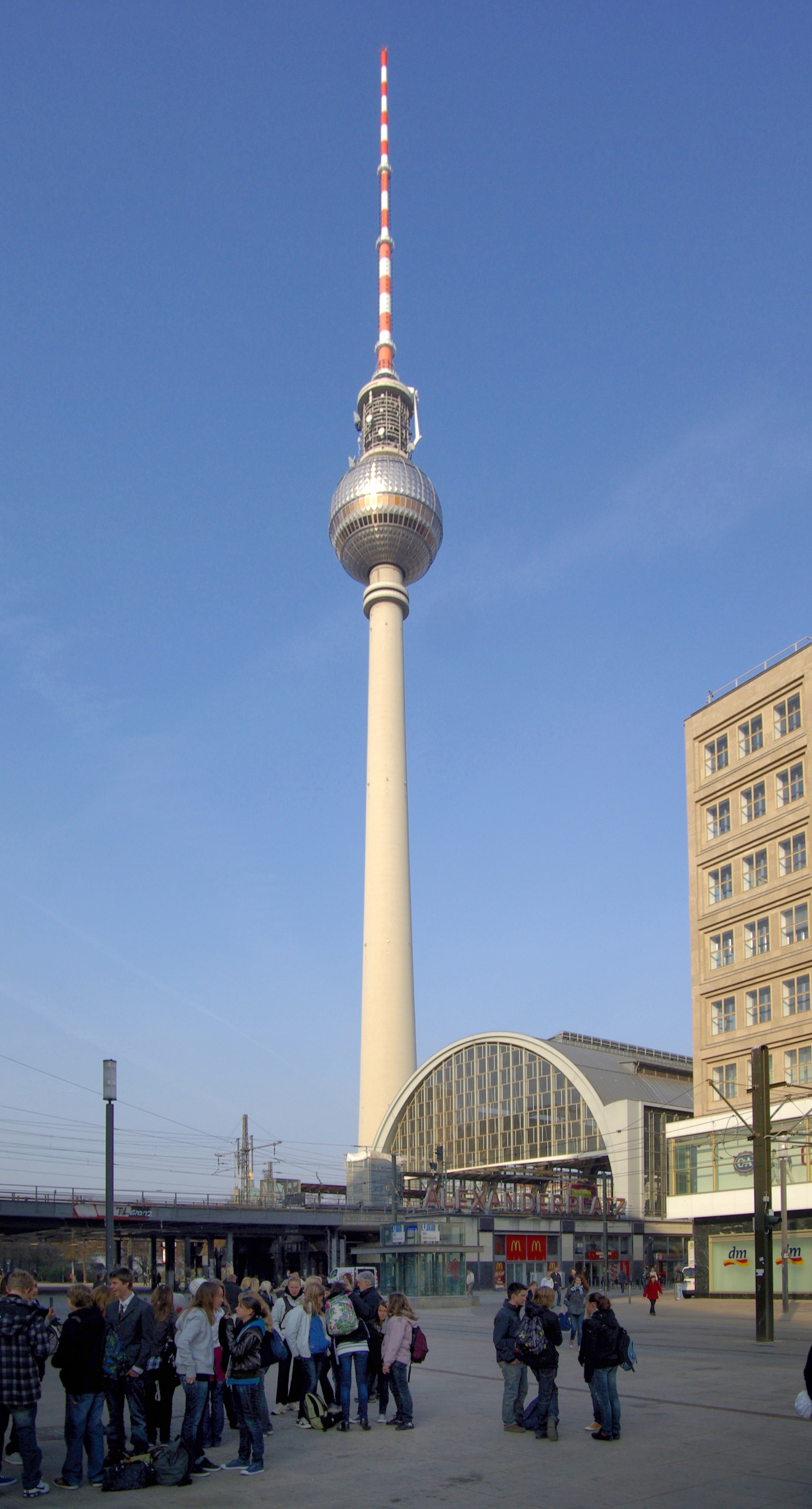
1969: Berliner Fernsehturm

- 1969: Der Berliner Fernsehturm wird eröffnet.
- 1985: Das Space Shuttle Atlantis absolviert seinen Erstflug. Die damit verbundene Mission STS-51-J hat zur Aufgabe, zwei militärisch genutzte DSCS III-Kommunikationssatelliten auszusetzen.
- 1993: Aus der Vereinigung dreier Hochschulen geht die Otto-von-Guericke-Universität Magdeburg hervor.
- 1997: In Honolulu wird das erste geklonte Nagetier, die Maus Cumulina, geboren.
- 2011: Das Atacama Large Millimeter/submillimeter Array (ALMA) als größtes Radioteleskop der Welt hat sein Erstes Licht.

### Kultur
- 1857: Die Uraufführung der Oper Maître Griffard von Léo Delibes findet am Théâtre-Lyrique in Paris statt.
- 1883: Am Neuen Friedrich-Wilhelmstädtischen Theater in Berlin wird Eine Nacht in Venedig von Johann Strauss (Sohn) uraufgeführt. Die Operette mit den Texten von Friedrich Zell und Richard Genée fällt bei Publikum und Kritik gleichermaßen durch. Erst einer überarbeiteten Version, die im Theater an der Wien am 9. Oktober Premiere hat, ist Erfolg beschieden.
- 1900: Das Oratorium The Dream of Gerontius von Edward Elgar wird in Birmingham uraufgeführt.
- 1912: Der Börsenverein der Deutschen Buchhändler gründet mit der Stadt Leipzig und dem Königreich Sachsen die Deutsche Bücherei.
- 1930: Die Uraufführung der dramatischen Kantate Vom Fischer und syner Frau von Othmar Schoeck findet an der Staatsoper in Dresden statt.
- 1937: Die Uraufführung der Operette Monika von Nico Dostal findet in Stuttgart statt.
- 1958: Die Uraufführung der komischen Oper Corinna von Wolfgang Fortner findet in Berlin statt.
- 1985: Der US-amerikanische Science Fiction-Film Zurück in die Zukunft startet in den deutschen Kinos.
- 1996: In Basel eröffnet das Museum Tinguely. Das Werk Jean Tinguelys gilt als repräsentativ für kinetische Kunst.
- 2003: Der Trickkünstler Roy Horn wird während einer Show in Las Vegas von dem weißen Tiger Montecore angegriffen und schwer verletzt.

### Gesellschaft
- 1789: US-Präsident George Washington propagiert den ersten Thanksgiving Day.
- 1863: Thanksgiving wird von US-Präsident Abraham Lincoln als nationaler Feiertag auf den vierten Donnerstag im November festgelegt.
- 1921: In Oakland, Kalifornien, wird Soroptimist International gegründet.
- 1951: Im Werdauer Oberschülerprozess verhängt das Landgericht Zwickau langjährige Haftstrafen gegen neunzehn Schüler, die in der DDR in Flugblättern zum Widerstand gegen das SED-Regime aufgerufen haben.

### Religion
- 1848: In Mainz beginnt die Generalversammlung des katholischen Vereins Deutschlands, der erste Katholikentag.

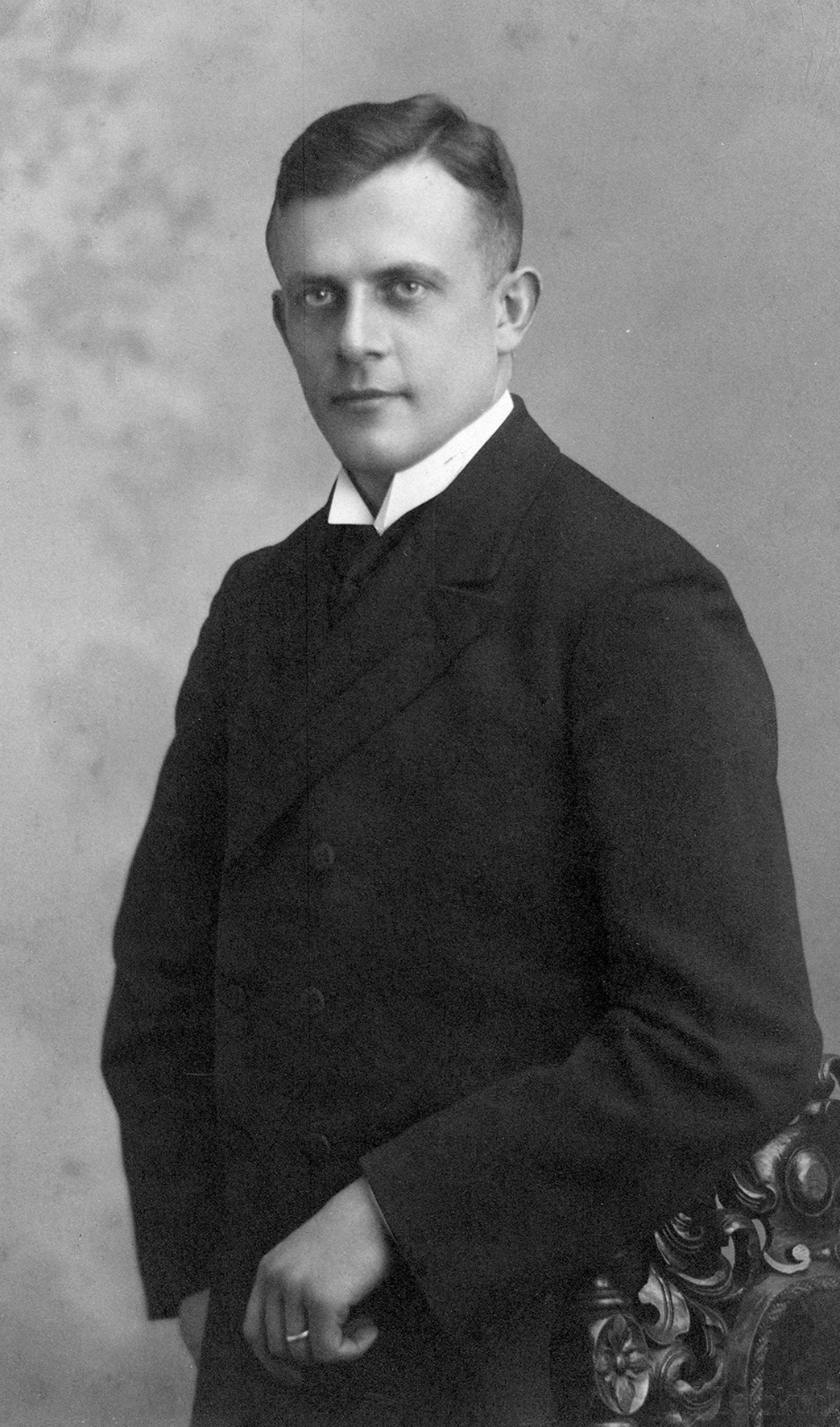
1937: Paul Schneider

- 1937: Der evangelische Pfarrer Paul Schneider wird auf dem Weg zum nachmittäglichen Gottesdienst verhaftet, nach Koblenz und später ins KZ Buchenwald gebracht.
- 1997: In Deutschland beginnen Muslime am Tag der Deutschen Einheit den Tag der offenen Moschee zu veranstalten.
- 2004: Der letzte österreichische Kaiser Karl I. und Anna Katharina Emmerick, Ordensschwester im Augustinerorden und Mystikerin, werden von Papst Johannes Paul II. seliggesprochen.

### Katastrophen
- 1866: Der amerikanische Passagierdampfer Evening Star sinkt 180 Seemeilen östlich von Tybee Island in einen schweren Orkan. 262 Passagiere und Besatzungsmitglieder sterben.

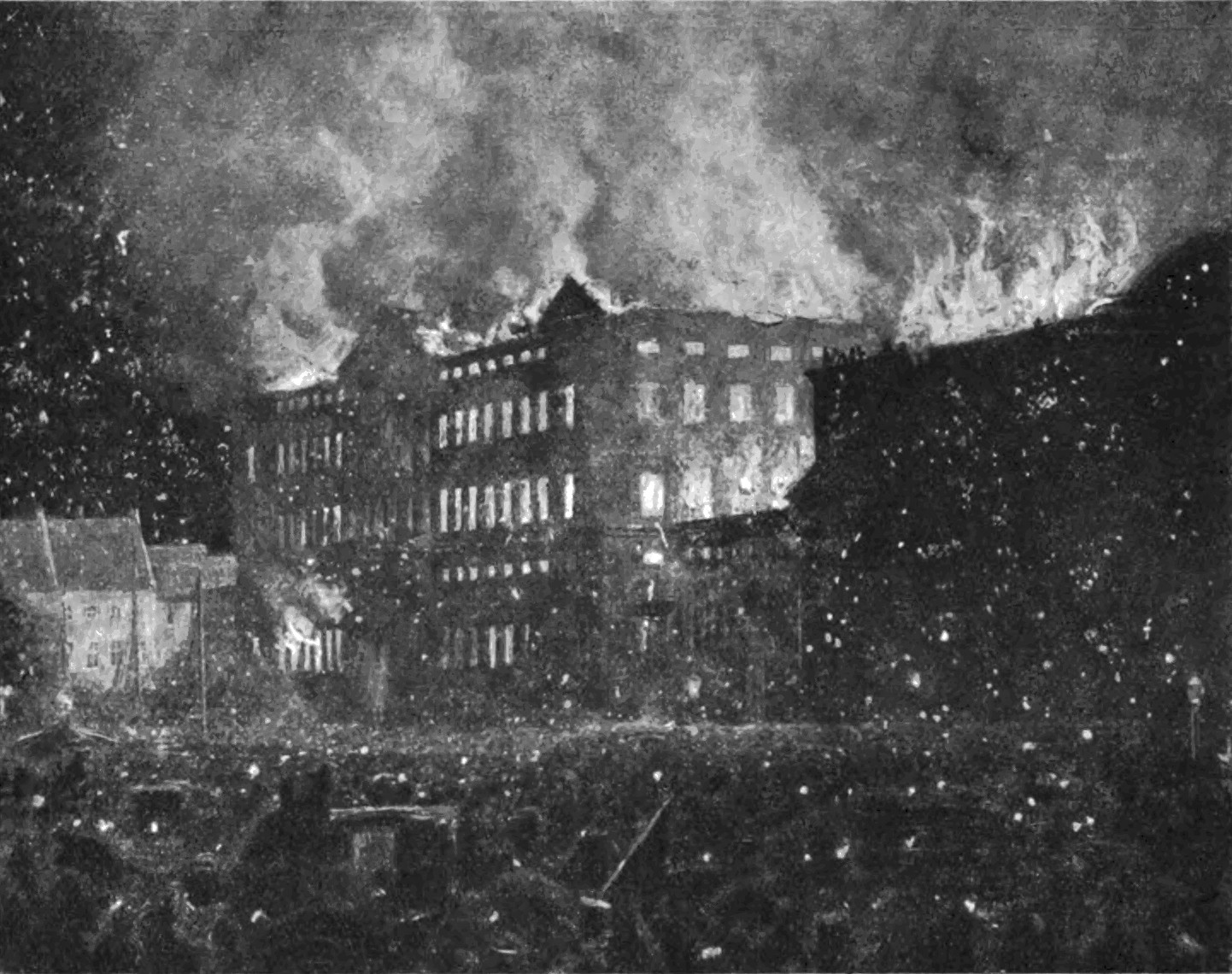
1884: Christiansborg in Flammen

- 1884: Das dänische Schloss Christiansborg in Kopenhagen wird durch ein Feuer zerstört.
- 1918: Der britische Passagierdampfer Burutu sinkt in der Irischen See nach der Kollision mit dem Frachtdampfer City of Calcutta. 148 Passagiere und Besatzungsmitglieder kommen dabei ums Leben
- 1974: Bei einem Erdbeben in Peru sterben 83 Menschen, 60.000 werden obdachlos.

Kleinere Unglücksfälle sind in den Unterartikeln von Katastrophe und in der Liste von Katastrophen aufgeführt.

### Sport
- 1920: Auf der Pariser Pferderennbahn Longchamp wird zum ersten Mal der Prix de l’Arc de Triomphe vergeben. Ihn erhält fortan der jährliche Sieger des Galopprennens über 2400 Meter für mindestens dreijährige Rennpferde.
- 1982: Der niederländische Bergsteiger Johan Taks steht ohne Tourgenehmigung durch die chinesischen Behörden als Erster auf dem Changtse in Tibet, einem nördlich des Mount Everest gelegenen Berges.
- 1991: Die zweite Rugby-Union-Weltmeisterschaft beginnt in England, Frankreich, Irland, Schottland und Wales.

2010: Logo der Commonwealth Games

- 2010: In Delhi, Indien, werden die 19. Commonwealth Games eröffnet. An den Commonwealth Games, die bis zum 14. Oktober dauern werden, nehmen über 6.000 Sportler und Sportlerinnen aus 71 Nationen teil, die dem Commonwealth of Nations angehören. Ausgetragen werden 272 Wettbewerbe in 17 Sportarten.

Einträge von Leichtathletik-Weltrekorden befinden sich unter der jeweiligen Disziplin unter Leichtathletik.

## Geboren

### Vor dem 18. Jahrhundert
- 1390: Humphrey, Duke of Gloucester, englischer Adeliger, Regent von England
- 1458: Kasimir, katholischer Heiliger, zweiter Sohn von Kasimir IV.
- 1554: Fulke Greville, 1. Baron Brooke, englischer Staatsmann und Schriftsteller
- 1560: Eberhard Schenk von Limpurg-Speckfeld, württembergischer Obervogt und Landhofmeister
- 1567: Heinrich Brockes I., Lübecker Bürgermeister
- 1584: Michael Wolf, deutscher Mathematiker, Physiker, Logiker und Metaphysiker

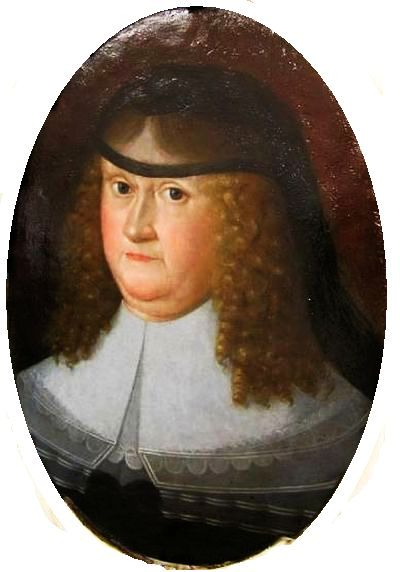
Anna von Croÿ (* 1590)

- 1590: Anna von Croÿ, deutsche Adelige
- 1598: Laurids Pedersen Thura, dänischer Orientalist, Pädagoge und Pfarrer
- 1608: Nicole, Herzogin von Lothringen
- 1609: John Clarke, englischer Arzt, Baptistenprediger und Politiker
- 1613: Marion Delorme, französische Kurtisane
- 1614: Sigmund von Erlach, General in der Alten Eidgenossenschaft
- 1631: Sebastian Anton Scherer, deutscher Organist und Komponist
- 1646: Joseph Parrocel, französischer Maler

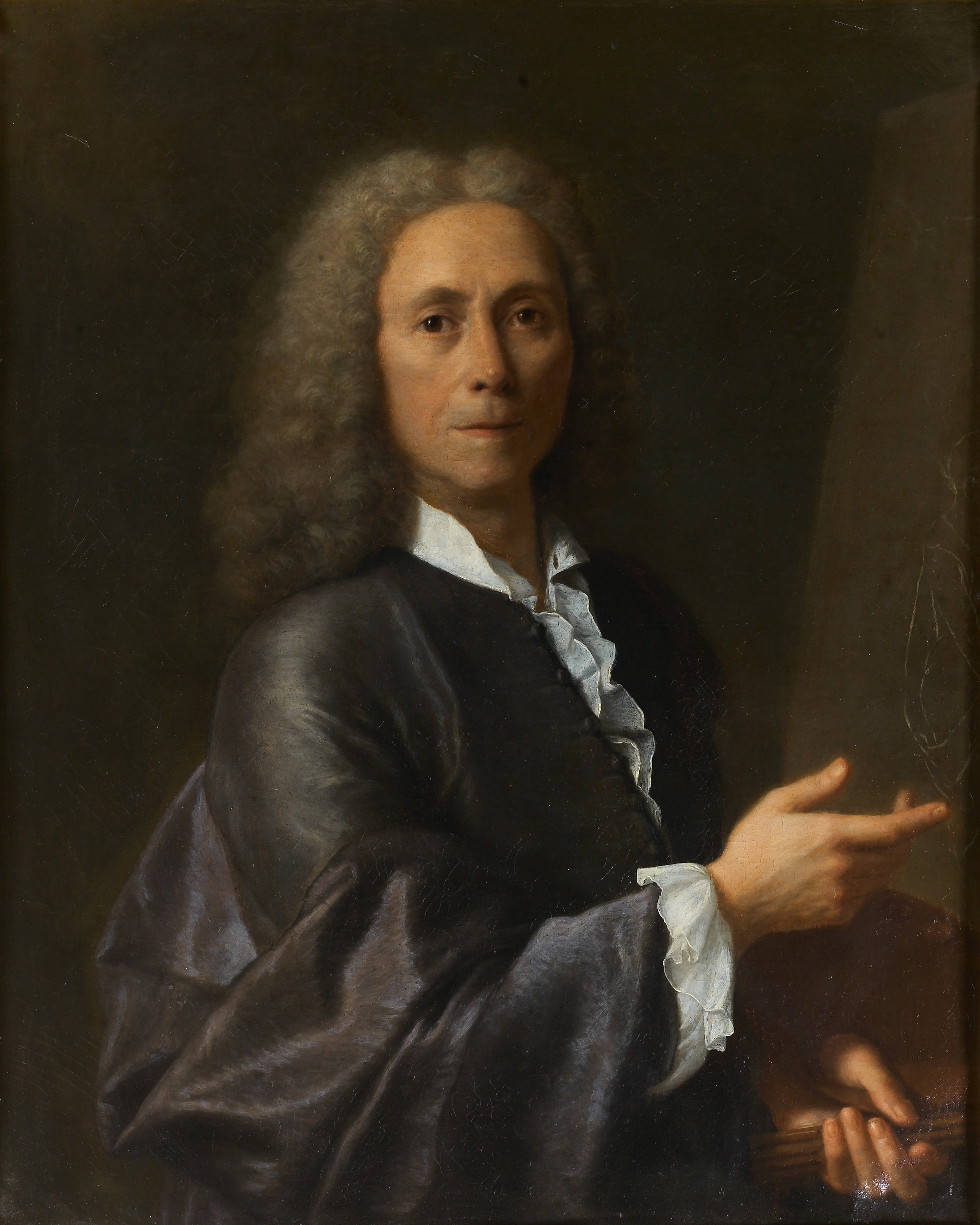
Henri de Favanne (* 1668)

- 1668: Henri de Favanne, englisch-französischer Maler
- 1672: Friedrich Gottlieb Kettner, deutscher lutherischer Theologe und Kirchenhistoriker
- 1674: Giampietro Zanotti, italienischer Maler, Radierer, Dichter und Kunsthistoriker
- 1680: Johanna Elisabeth von Baden-Durlach, Herzogin von Württemberg
- 1684: Johann Theodor Roemhildt, deutscher Komponist des Barocks
- 1686: Georg Heinrich von Borcke, preußischer Generalleutnant
- 1693: Hermann Post, deutscher Jurist und der erste hauptamtliche bremische Staatsarchivar
- 1697: George Desmarées, schwedischer Maler
- 1699: Moritz Ulrich I., Herr zu Putbus, Präsident des Wismarer Tribunals

### 18. Jahrhundert

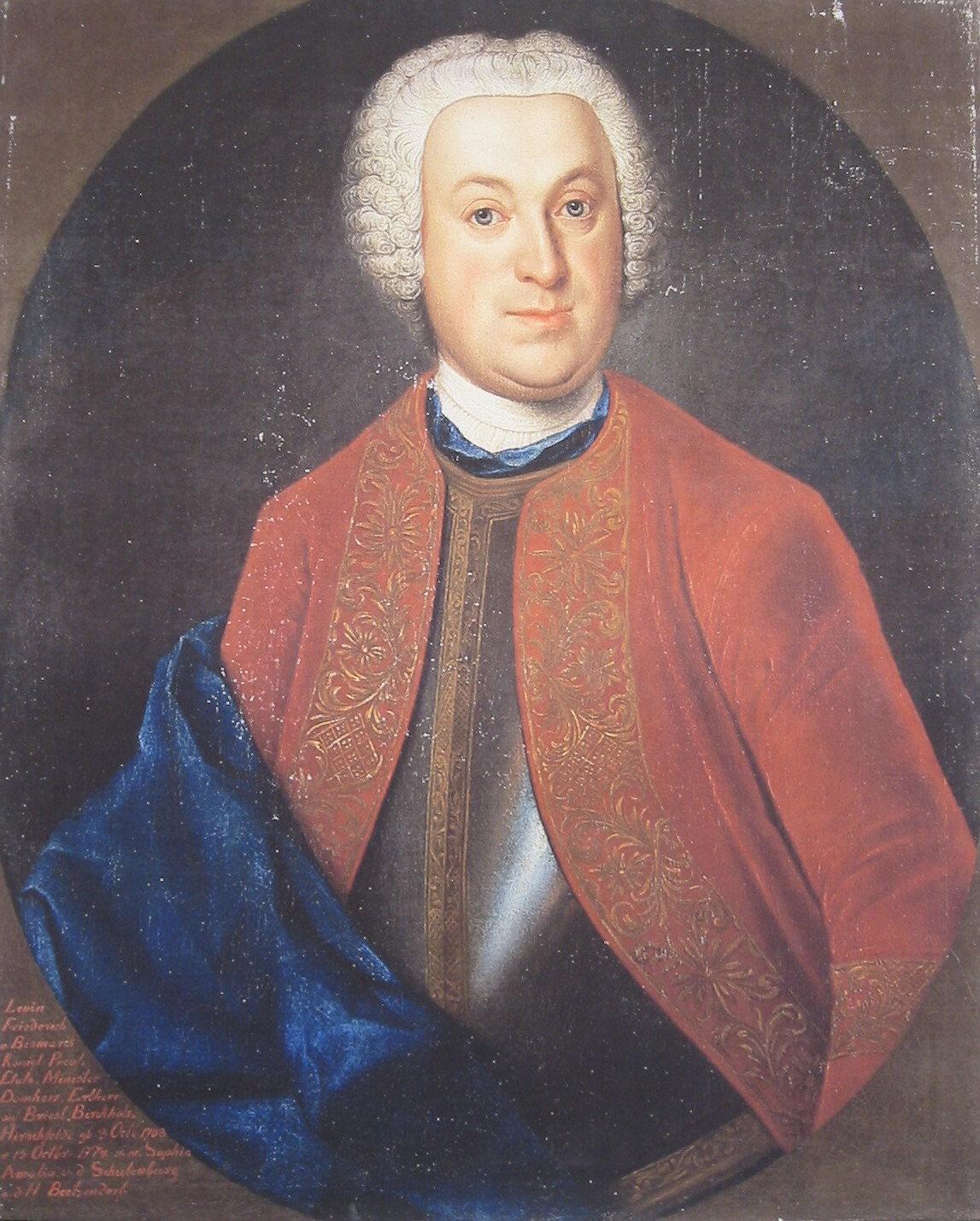
Levin-Friedrich von Bismarck (* 1703)

- 1703: Levin-Friedrich von Bismarck, preußischer Justizminister und Präsident des Kammergerichts
- 1703: Franz Christoph Janneck, österreichischer Maler
- 1708: Frans Burman, niederländischer reformierter Theologe
- 1713: Johann Friedrich Flattich, deutscher evangelischer Pfarrer und Erzieher
- 1714: Nicolas Dupont, lothringischer Orgelbauer
- 1720: Johann Peter Uz, deutscher Dichter
- 1722: Johann Heinrich Tischbein der Ältere, deutscher Maler und Portraitist
- 1734: Carl von Imhoff, Kolonialoffizier der Britischen Ostindien-Kompanie und Porträtmaler
- 1735: Johann Friedrich Fritze, deutscher Mediziner und Hochschullehrer
- 1738: Jacques Gamelin, französischer Maler, Zeichner, Kupferstecher und Radierer des Frühklassizismus
- 1740: Karl Gottlieb von Tschepe, preußischer Generalmajor
- 1743: Johann Friedrich Mende, deutscher Maschinenbauer
- 1755: Ildefons von Arx, schweizerischer Mönch und Historiker

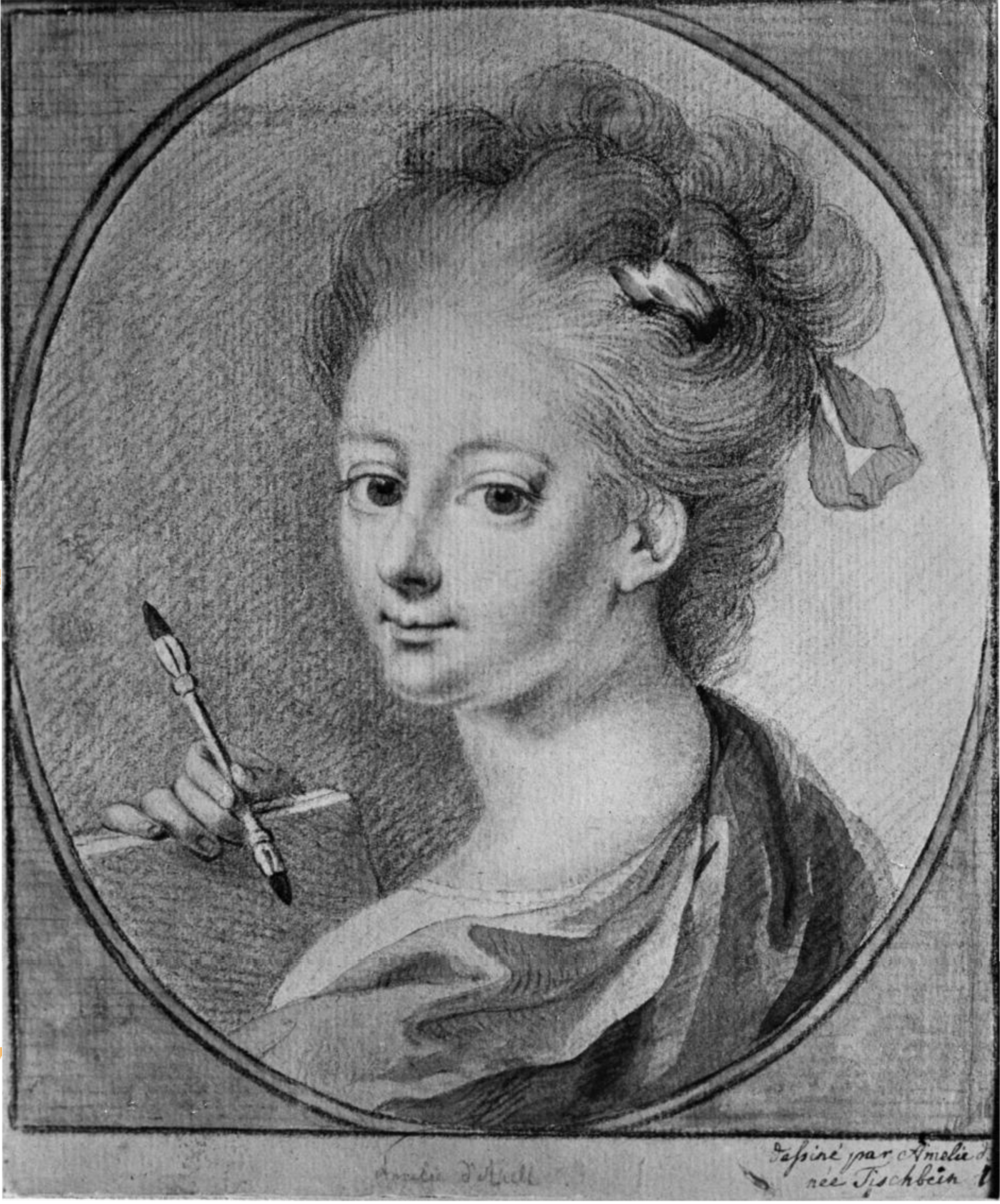
Amalie Tischbein (* 1757)

- 1757: Amalie Tischbein, deutsche Zeichnerin, Miniaturmalerin und Radiererin
- 1767: Jean Joseph Paul Augustin Dessoles, französischer Marquis und General
- 1775: Isaac von Sinclair, deutscher Schriftsteller und Diplomat, Freund von Friedrich Hölderlin
- 1784: Johann Karl Ehrenfried Kegel, deutscher Agronom und Erforscher der Halbinsel Kamtschatka
- 1789: Henry Pottinger, britischer Kolonialbeamter
- 1790: Guwisguwi, Oberster Häuptling des Volkes der Cherokee
- 1792: José Francisco Morazán Quezada, Präsident der Zentralamerikanischen Konföderation
- 1794: Herman Johan Royaards niederländischer reformierter Theologe und Kirchenhistoriker

### 19. Jahrhundert

#### 1801–1850
- 1804: Allan Kardec, französischer Pädagoge und Spiritist
- 1810: Johann Bartholome Arpagaus, Schweizer Politiker und Arzt
- 1813: Friedrich Lüders, deutsch-amerikanischer Gärtner und Naturforscher
- 1813: Moritz Wagner, deutscher Reisender, Geograf und Naturforscher
- 1815: Georg Julius Andresen, deutscher Autor, Mediziner und Hydrotherapeut
- 1817: Johannes Scherr, deutscher Kulturhistoriker und Schriftsteller
- 1824: Harry von Arnim, preußischer Diplomat
- 1828: Woldemar Bargiel, deutscher Komponist und Musikpädagoge
- 1831: Wilhelm von Hessen-Philippsthal-Barchfeld, deutscher Marineoffizier, Konteradmiral der preußischen und der Kaiserlichen Marine

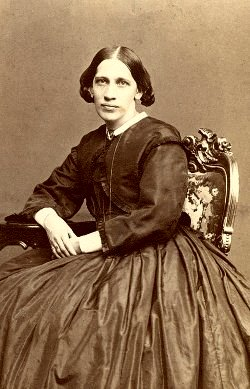
Lina Sandell-Berg (* 1832)

- 1832ː Lina Sandell-Berg, schwedische Dichterin
- 1834: Vilém Blodek, tschechischer Komponist
- 1835: August Reifferscheid, deutscher Altphilologe
- 1836: Jean-Edouard Barde, Schweizer evangelischer Geistlicher und Hochschullehrer
- 1837: Nicolás Avellaneda, argentinischer Präsident
- 1837: Max Waechter, britischer Kaufmann und Philanthrop
- 1847: Eduard Richter, österreichischer Geograf, Historiker, Gletscherforscher und Alpinist

#### 1851–1900

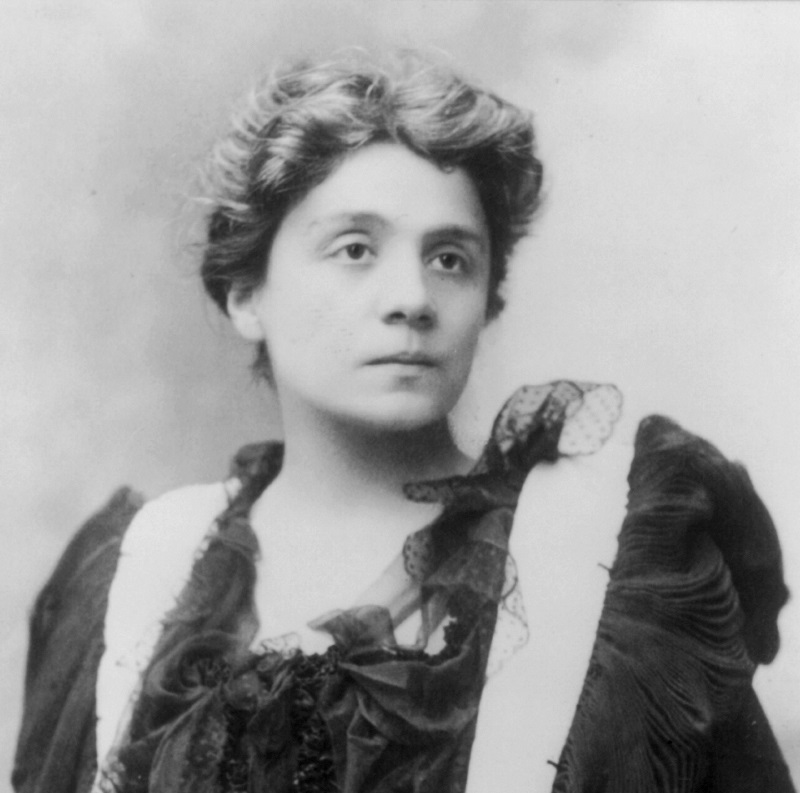
Eleonora Duse (* 1858)

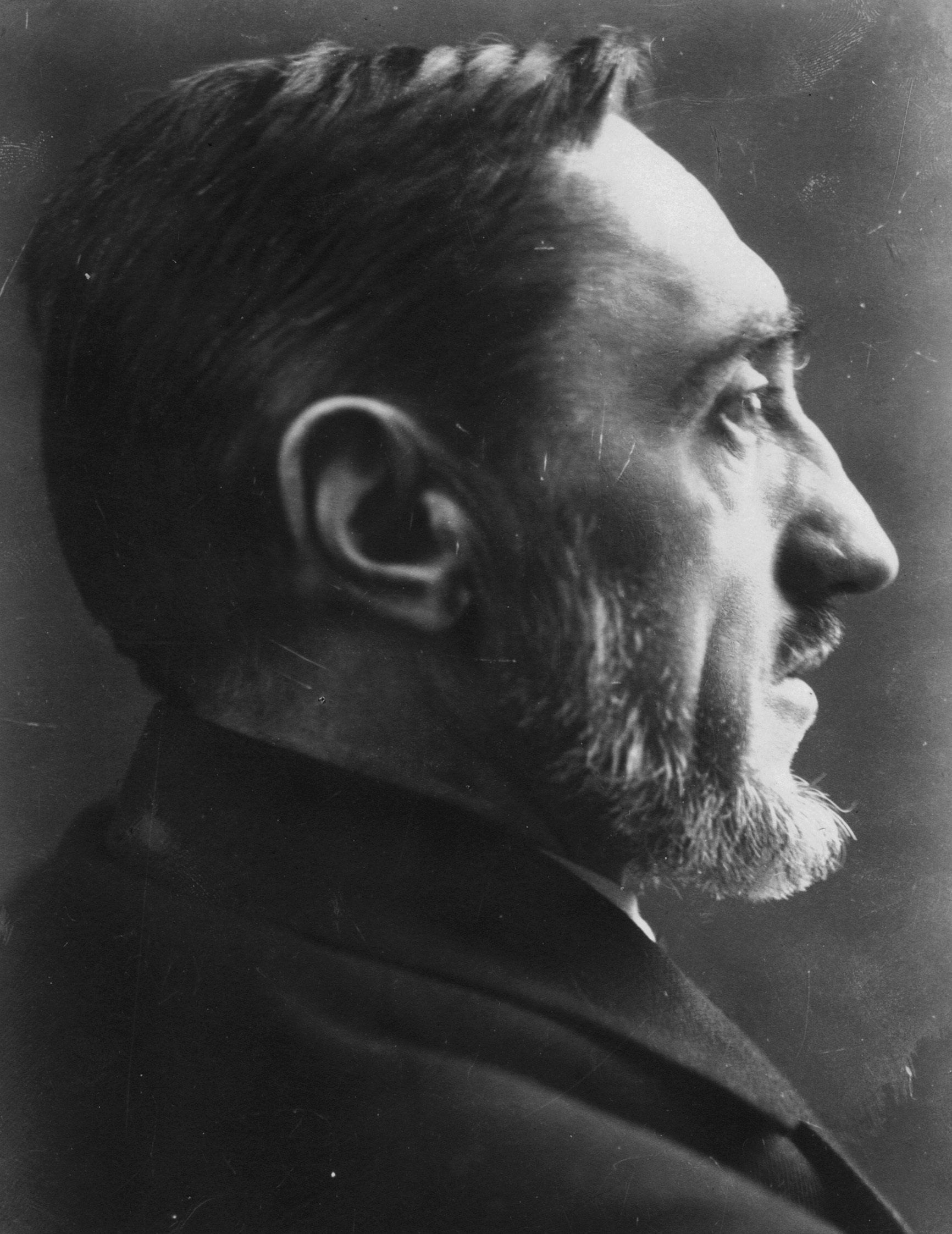
Iwan Schmeljow (* 1873)

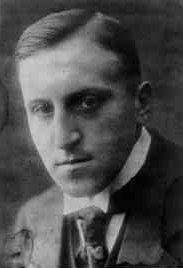
Carl von Ossietzky (* 1889)

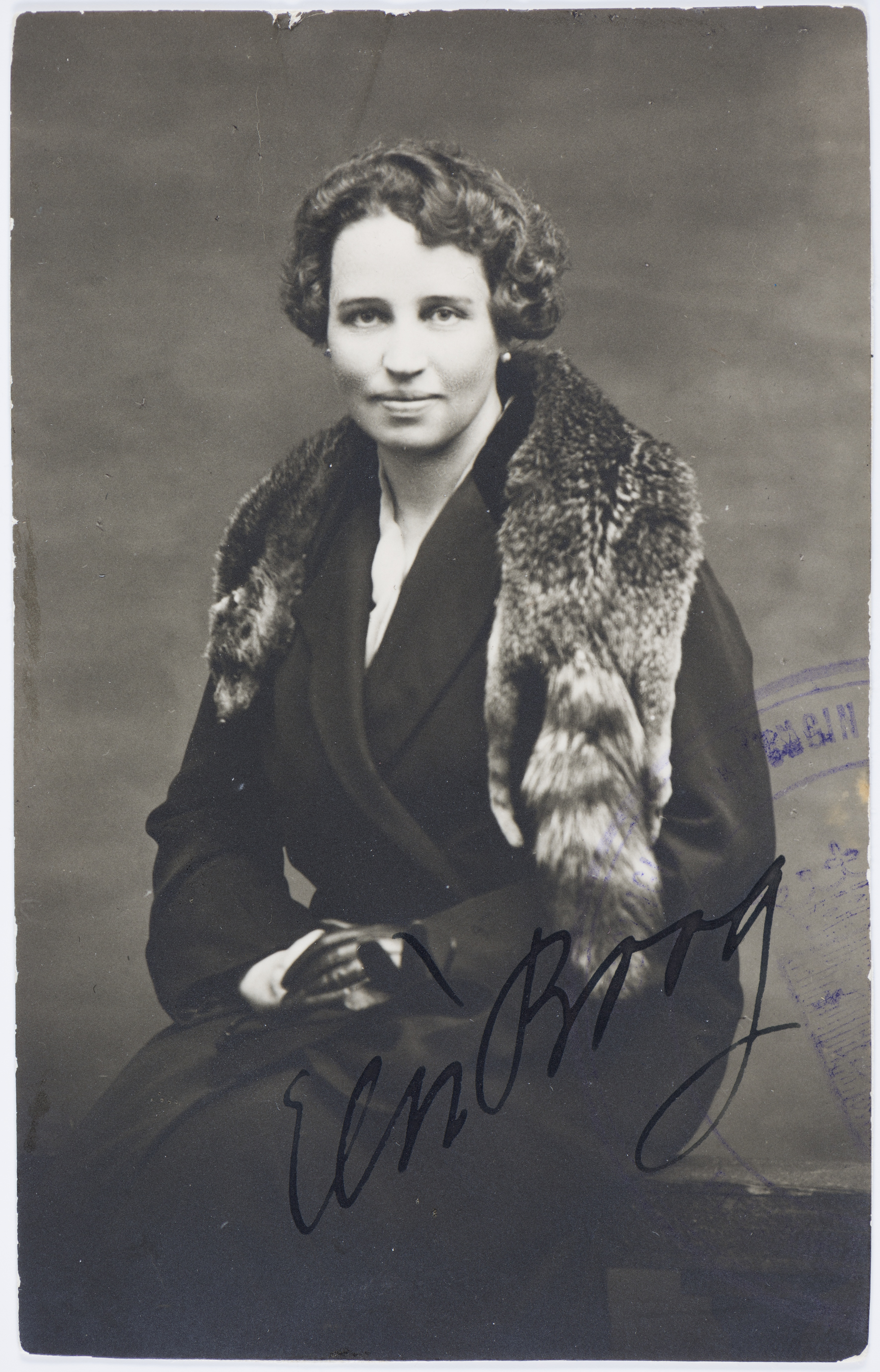
Elsi Borg (* 1893)

- 1854: Hermann von Struve, deutsch-baltischer Astronom und Mathematiker
- 1858: Eleonora Duse, italienische Schauspielerin
- 1860: Siro Borrani, Schweizer römisch-katholischer Geistlicher und Kirchenhistoriker
- 1860: Annie Horniman, britische Theaterleiterin und Okkultistin
- 1860: Clara Southern, australische Malerin
- 1863: Albert Maunoir, Schweizer Jurist und Politiker
- 1865ː Margarete Faltin, deutsche Malerin, Gründungsmitglied der Gruppe Dresdner Künstlerinnen
- 1867: Pierre Bonnard, französischer Maler
- 1869: Alfred Flatow, deutscher Athlet
- 1869: Robert Kraft, deutscher Schriftsteller
- 1870: Henri Dulac, französischer Mathematiker
- 1871: Damian Buck, Schweizer Benediktinerpater, Naturforscher und Pädagoge
- 1872: Hermann Anschütz-Kaempfe, deutscher Wissenschaftler, Erfinder des Kreiselkompasses
- 1873: Iwan Sergejewitsch Schmeljow, russischer Schriftsteller
- 1874: Ludwig Anton Adlon, deutscher Hotelier
- 1874: René Guisan, Schweizer evangelischer Geistlicher und Hochschullehrer
- 1875: Louis Sire, französischer Automobilrennfahrer
- 1877: William L. Harding, US-amerikanischer Jurist und Politiker, Gouverneur von Iowa
- 1880ː Maria Lemmé, deutsche Malerin und NS-Opfer
- 1882: Gerta von Ubisch, deutsche Physikerin, Botanikerin, erste Professorin in Baden
- 1883: Fritz Arnold, deutscher Maler
- 1883: Wilhelm Auler, deutscher Wirtschaftswissenschaftler
- 1885: Wladimir Romanowitsch Bakaleinikoff, US-amerikanischer Bratschist, Dirigent und Komponist russischer Herkunft
- 1886: Alain-Fournier, französischer Schriftsteller
- 1886: Barbara Karinska, US-amerikanische Kostümbildnerin
- 1888: Joseph Noyon, französischer Komponist und Kirchenmusiker
- 1888: Louis Paris, französischer Automobilrennfahrer
- 1888: Roy Webb, US-amerikanischer Komponist
- 1889: Carl von Ossietzky, deutscher Journalist, Schriftsteller und Pazifist, Friedensnobelpreisträger
- 1890: Hermann Thimig, österreichischer Schauspieler
- 1891: Artur Ebert, deutscher Geophysiker
- 1891: Emilio Portes Gil, Präsident von Mexiko
- 1892: Gerard Leene, niederländischer Bahnradsportler
- 1893ː Elsi Borg, finnische Architektin von Kirchen und Krankenhäusern
- 1893: František Pícha, tschechischer Komponist, Musikpädagoge und Volksliedsammler
- 1894: Walter Warlimont, deutscher General
- 1895: Julius Arigi, österreich-ungarischer Jagdflieger
- 1895: Sergei Alexandrowitsch Jessenin, russischer Lyriker
- 1895: Josef Thomas, deutscher Politiker, Richter und Widerstandskämpfer
- 1897: Louis Aragon, französischer Schriftsteller
- 1898: Ioana Lambrino, Ehefrau des rumänischen Thronfolgers und späteren Königs Karl II.
- 1898: Adolf Reichwein, deutscher Pädagoge, Wirtschaftswissenschaftler und Politiker, Widerstandskämpfer gegen den Nationalsozialismus
- 1899: Adrien Arcand, kanadischer Journalist und Faschist
- 1899: Giovanni Maria Cornaggia Medici, italienischer Adeliger, Jurist, Politiker und Automobilrennfahrer
- 1899: Konstantin Konstantinowitsch Waginow, russischer Dichter
- 1900: Friedrich Funk, deutscher Politiker, MdB
- 1900: Thomas Wolfe, US-amerikanischer Autor
- 1900: Hans Nieland, deutscher Politiker, Oberbürgermeister von Dresden

### 20. Jahrhundert

#### 1901–1925
- 1901: Jean Grémillon, französischer Filmregisseur
- 1901: Sergei Iwanowitsch Tjulpanow, sowjetischer Offizier und Gesellschaftswissenschaftler
- 1902: Amaury de Merode, belgischer Adliger und Präsident der FIA
- 1902: Franz Wosnitza, deutscher katholischer Geistlicher, Generalvikar in Kattowitz
- 1903: William Berke, US-amerikanischer Regisseur, Drehbuchautor und Produzent
- 1903: Max Mengeringhausen, deutscher Ingenieur
- 1904: Pacho Galán, kolumbianischer Komponist
- 1904: Charles Pedersen, US-amerikanischer Chemiker, Nobelpreisträger
- 1904: Roelof Hommema, niederländischer Ruderer

Evelyn Holt (* 1906)

- 1906: Evelyn Holt, deutsche Schauspielerin
- 1907: Aldo Pigorini, italienischer Motorradrennfahrer
- 1908: Ferdinand Strobel, Schweizer Jesuit und Kirchenhistoriker
- 1909: Henry Stisted, britischer Automobilrennfahrer
- 1911: Ljubiša Broćić, jugoslawischer Fußballtrainer
- 1911: Michael Hordern, britischer Schauspieler
- 1913: Wladimir Borissowitsch Berestezki, russischer theoretischer Physiker
- 1914: Sylvio Lacharité, kanadischer Dirigent und Komponist
- 1916: Ardyth Alton, US-amerikanische Cellistin und Musikpädagogin
- 1916: Louise Behrend, US-amerikanische Geigerin und Musikpädagogin
- 1916: James Herriot, englischer Tierarzt und Schriftsteller

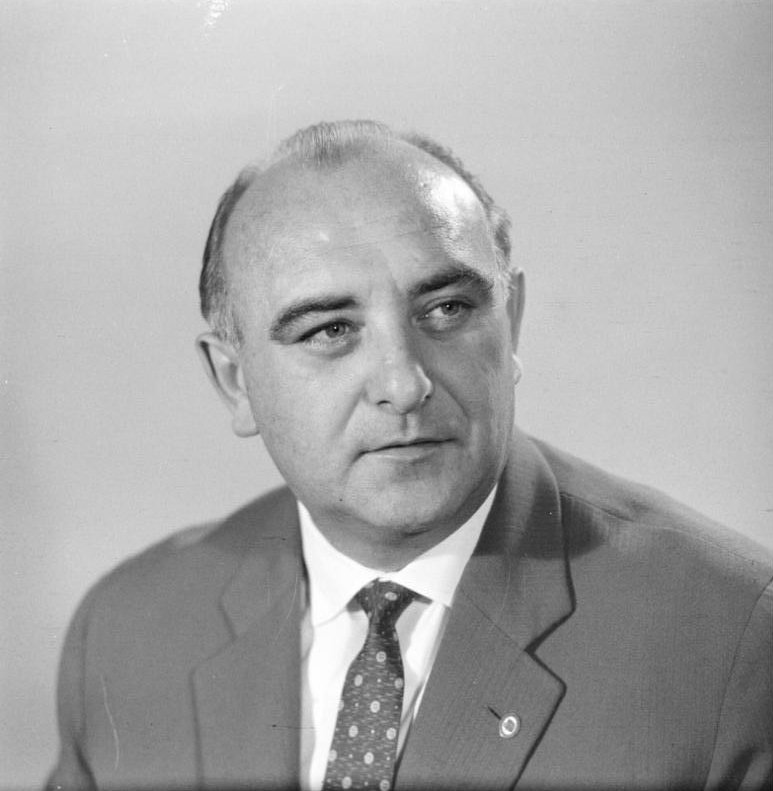
Erich Apel (* 1917)

- 1917: Erich Apel, deutscher Politiker und Parteifunktionär, Vorsitzender der Staatlichen Plankommission der DDR
- 1917: Erwin Sylvanus, deutscher Schriftsteller
- 1919: James M. Buchanan, US-amerikanischer Ökonom
- 1919: Robert James Dvorak, US-amerikanischer Komponist, Musikpädagoge und Hornist
- 1919: Jean Lefebvre, französischer Schauspieler
- 1920: Philippa Foot, britische Philosophin
- 1920: Kurt Watzke, österreichischer Ruderer
- 1921: Hermann Arnhold, russischer Dichter
- 1921: Pierre Hémard, französischer Automobilrennfahrer
- 1921: Maria Rothschedl, österreichische Kommunalpolitikerin und erste Bürgermeisterin Österreichs

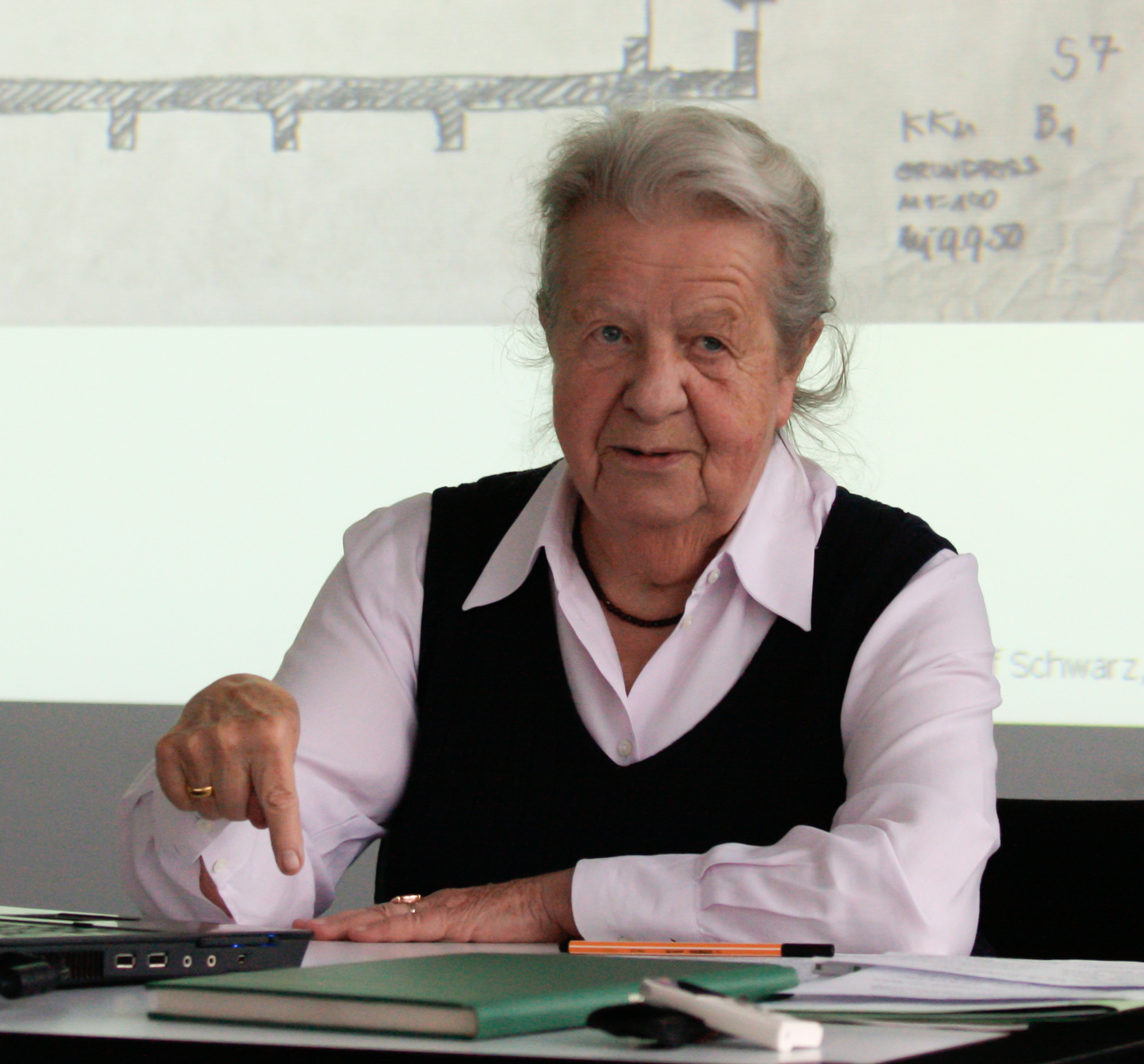
Maria Schwarz (* 1921)

- 1921: Maria Schwarz, deutsche Architektin und Hochschullehrerin
- 1922: John Craxton, britischer Maler
- 1922: Von Freeman, US-amerikanischer Jazzsaxophonist
- 1923: Edward Oliver LeBlanc, dominikanischer Politiker
- 1923: Stanisław Skrowaczewski, polnischer Dirigent und Komponist
- 1925: George Acquaah, ghanaischer Leichtathlet
- 1925: Simone Segouin, französische Widerstandskämpferin
- 1925: Gore Vidal, US-amerikanischer Schriftsteller

#### 1926–1950
- 1926: Jack Wells, südafrikanischer Turner
- 1927: Hans Andresen, dänischer Radrennfahrer
- 1927: Kenojuak Ashevak, kanadische Künstlerin
- 1927: Bertram Bowyer, 2. Baron Denham, britischer Adliger, Politiker und Schriftsteller
- 1928: Kåre Willoch, norwegischer Politiker und Wirtschaftswissenschaftler
- 1930: Theo Buck, deutscher Germanist

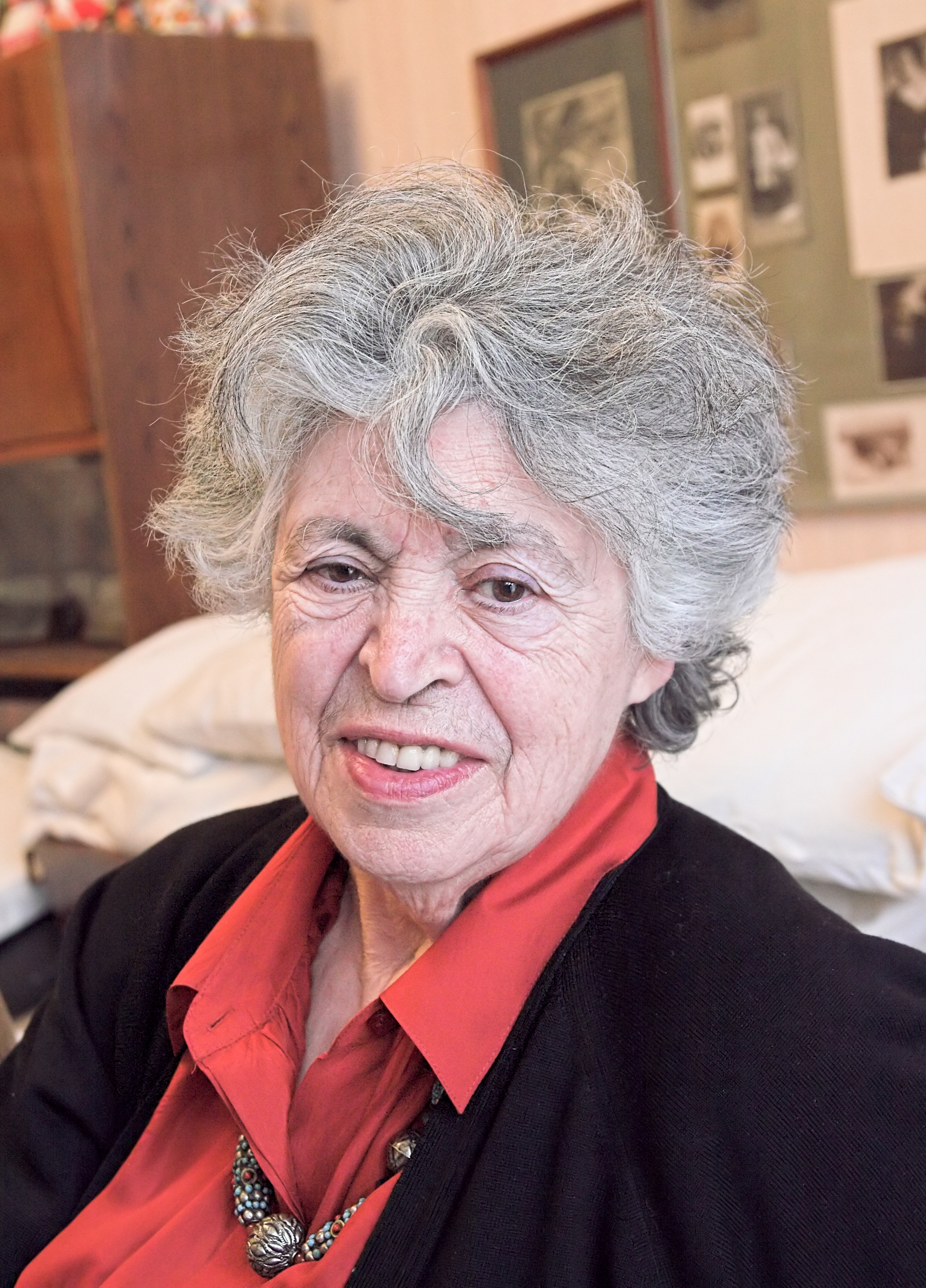
Nina Demurowa (* 1930)

- 1930: Nina Michailowna Demurowa, sowjetisch-russische Literaturwissenschaftlerin, Anglistin, Übersetzerin und Hochschullehrerin
- 1930: Andreas Hönisch, deutscher katholischer Priester, Pfadfinder und Ordensgründer
- 1930: Wolf Klaußner, deutscher Schriftsteller und Übersetzer
- 1931ː Denise Scott Brown, US-amerikanische Architektin
- 1932: Samuel Ekpe Akpabot, nigerianischer Komponist
- 1932: Ruth Roberta de Souza, brasilianische Basketballspielerin
- 1933: Mary Deconge, US-amerikanische Mathematikerin
- 1933: Neale Fraser, australischer Tennisspieler
- 1934: Jerry Apodaca, US-amerikanischer Politiker
- 1934: Benjamin Boretz, US-amerikanischer Komponist, Musikpädagoge, -theoretiker und -kritiker
- 1935: Armen Dschigarchanjan, armenischer Schauspieler
- 1935: Wolfgang Schuller, deutscher Althistoriker
- 1936: Jerzy Gajek, polnischer Pianist und Musikpädagoge
- 1936: Marylu Poolman, niederländische Schauspielerin
- 1936: Steve Reich, US-amerikanischer Komponist
- 1936: Lucie Robert-Diessel, französische Komponistin und Pianistin
- 1938: Eddie Cochran, US-amerikanischer Rock-’n’-Roll- und Rockabilly-Musiker
- 1938: Tereza Kesovija, kroatische Sängerin
- 1939: Claus-Ekkehard Bärsch, deutscher Universitätsprofessor
- 1940: Alan O’Day, US-amerikanischer Sänger und Songschreiber
- 1941: Andrea de Adamich, italienischer Automobilrennfahrer
- 1941: Fikret Adanır, türkischer Historiker
- 1941: Peter Birks, britischer Jurist

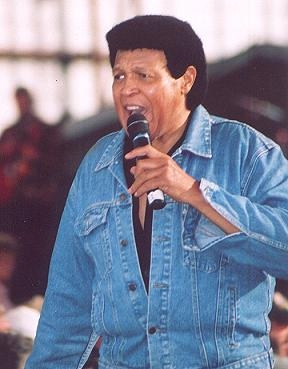
Chubby Checker (* 1941)

- 1941: Chubby Checker, US-amerikanischer Sänger
- 1941: Mike Gallagher, US-amerikanischer Skilangläufer
- 1941: Willi Wagner, deutscher Hindernisläufer
- 1942: John H. Atkinson, britischer Bauingenieur
- 1942: Roberto Perfumo, argentinischer Fußballspieler
- 1943: Jeremiasz Anchimiuk, polnischer Erzbischof
- 1943: Nikolaus Heiss, deutscher Architekt, Denkmalpfleger und Sachbuchautor
- 1944: Daniele Fagarazzi, italienischer Comiczeichner
- 1944: Roy Horn, deutscher Magier (Siegfried und Roy)
- 1945: Jean-Jacques Kantorow, französischer Geiger und Dirigent
- 1945: Hans-Rainer Müller, deutscher Schauspieler und Synchronsprecher
- 1945: Wiktor Danilowitsch Sanejew, sowjetischer Dreispringer
- 1945: Udo Thomer, deutscher Volksschauspieler

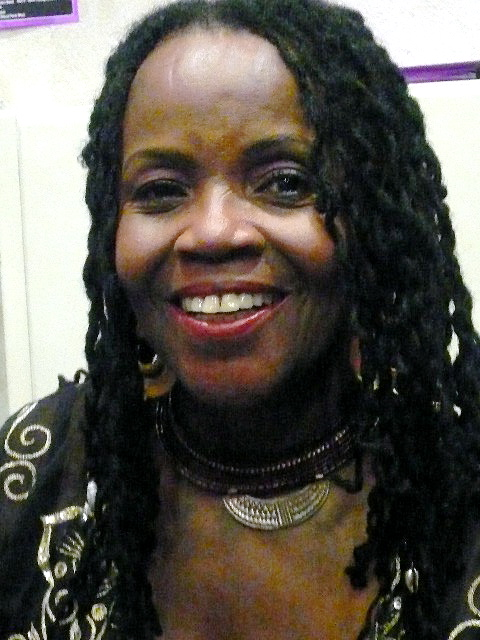
P.P. Arnold (* 1946)

- 1946: P. P. Arnold, US-amerikanische Soulsängerin
- 1946: Tristan Keuris, niederländischer Komponist
- 1946: Sigmar Solbach, deutscher Schauspieler
- 1947: Peter Barcaba, österreichischer Komponist und Pianist
- 1948: Gisela Schneeberger, deutsche Schauspielerin und Kabarettistin
- 1949: Andreas Altmann, deutscher Reporter und Autor
- 1949: Lindsey Buckingham, US-amerikanischer Musiker, Sänger und Songschreiber
- 1949: Toni Krahl, deutscher Musiker und Sänger (City)
- 1950: Dennis Holmes, US-amerikanischer Schauspieler
- 1950: Phyllis Nelson, US-amerikanische Sängerin
- 1950: Siegfried Voigt, deutscher Handballspieler

#### 1951–1975
- 1951: Hans Bongartz, deutscher Fußballspieler und -trainer
- 1951: Nick Glennie-Smith, britischer Filmmusikkomponist
- 1951: Keb’ Mo’, US-amerikanischer Blues-Sänger, Gitarrist und Songschreiber
- 1951: Helmut Schubert, deutscher Werkstoffwissenschaftler
- 1952: Wolfgang Burger, deutscher Krimi-Schriftsteller
- 1952: Randy Tate, US-amerikanischer Baseballspieler

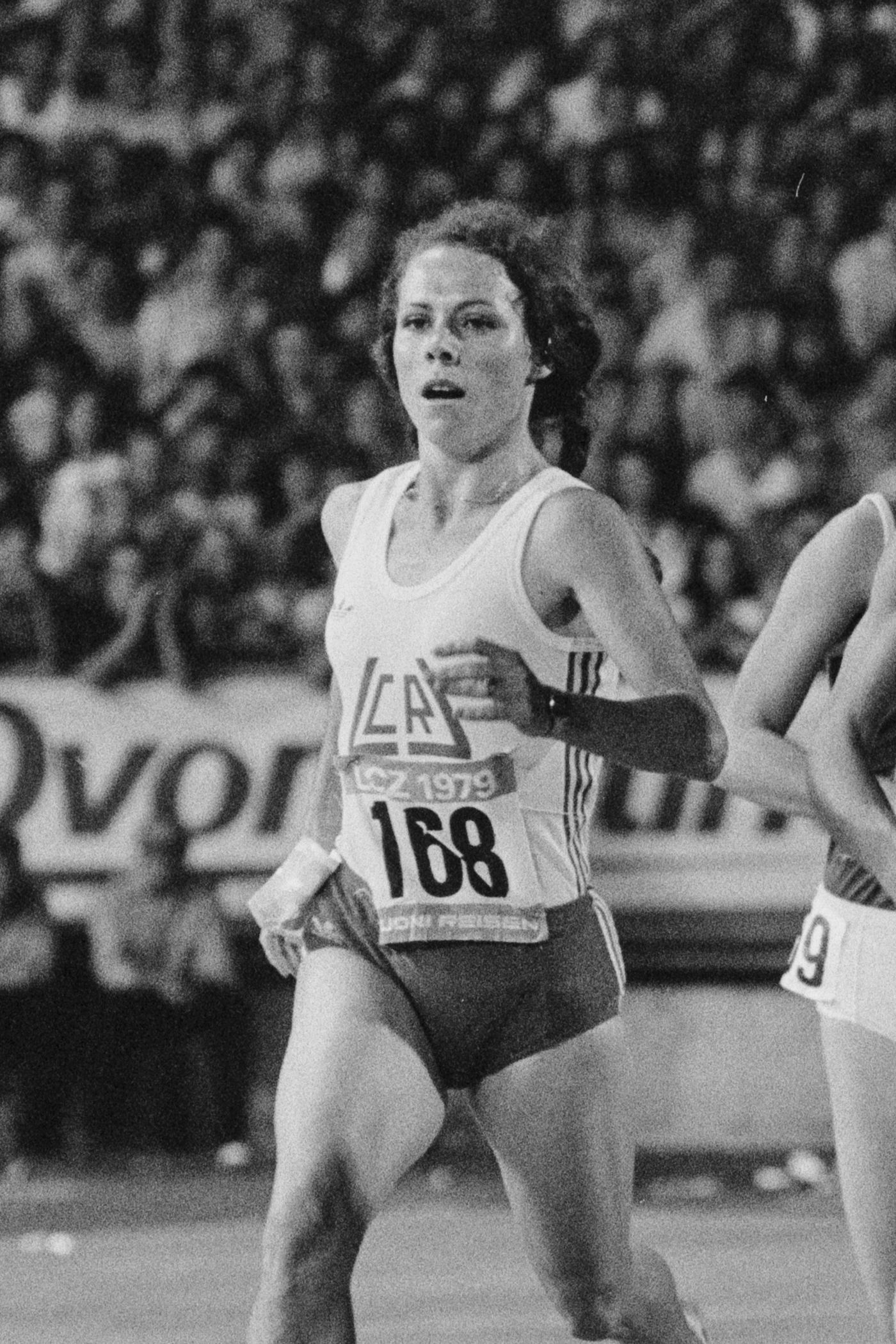
Cornelia Bürki (* 1953)

- 1953: Cornelia Bürki, Schweizer Leichtathletin
- 1954: Monika Griefahn, deutsche Politikerin
- 1954: Al Sharpton, US-amerikanischer Bürgerrechtler und Politiker
- 1954: Stevie Ray Vaughan, US-amerikanischer Blues- und Bluesrock-Musiker
- 1955: Susanna Bonasewicz, deutsche Schauspielerin und Synchronsprecherin
- 1955: Francesco Guidolin, italienischer Fußballspieler und -trainer
- 1956: John Richard Attlee, britischer Politiker
- 1956: Peter Frechette, US-amerikanischer Schauspieler
- 1956: Stefan Mutter, Schweizer Radrennfahrer
- 1956: Birgitta Weimer, deutsche Künstlerin
- 1957: Francisco Casanova, dominikanischer Opernsänger (Tenor)
- 1959: Michy Reincke, deutscher Popsänger und Musiker
- 1959: Jack Wagner, US-amerikanischer Schauspieler
- 1959: Martina Willing, deutsche Leichtathletin
- 1960: Kerstin Leitmeyer, deutsche Schriftstellerin und Malerin
- 1961: Walter Hainer, deutscher Fußballspieler
- 1961: Ludger Stühlmeyer, Kantor, Komponist und Musikwissenschaftler
- 1962: Tommy Lee, US-amerikanischer Musiker (Mötley Crüe)
- 1963: Carl Achleitner, österreichischer Film- und Theaterschauspieler
- 1963: Nastja Arcel, dänische Schauspielerin, Dokumentarfilmregisseurin und Buchautorin
- 1963: Karen Böhne, deutsche Schauspielerin
- 1963: Niels Lan Doky, dänischer Jazzpianist
- 1964: Thomas Lawinky, deutscher Schauspieler
- 1964: Clive Owen, britischer Schauspieler
- 1964: Carin C. Tietze, deutsche Schauspielerin und Synchronsprecherin

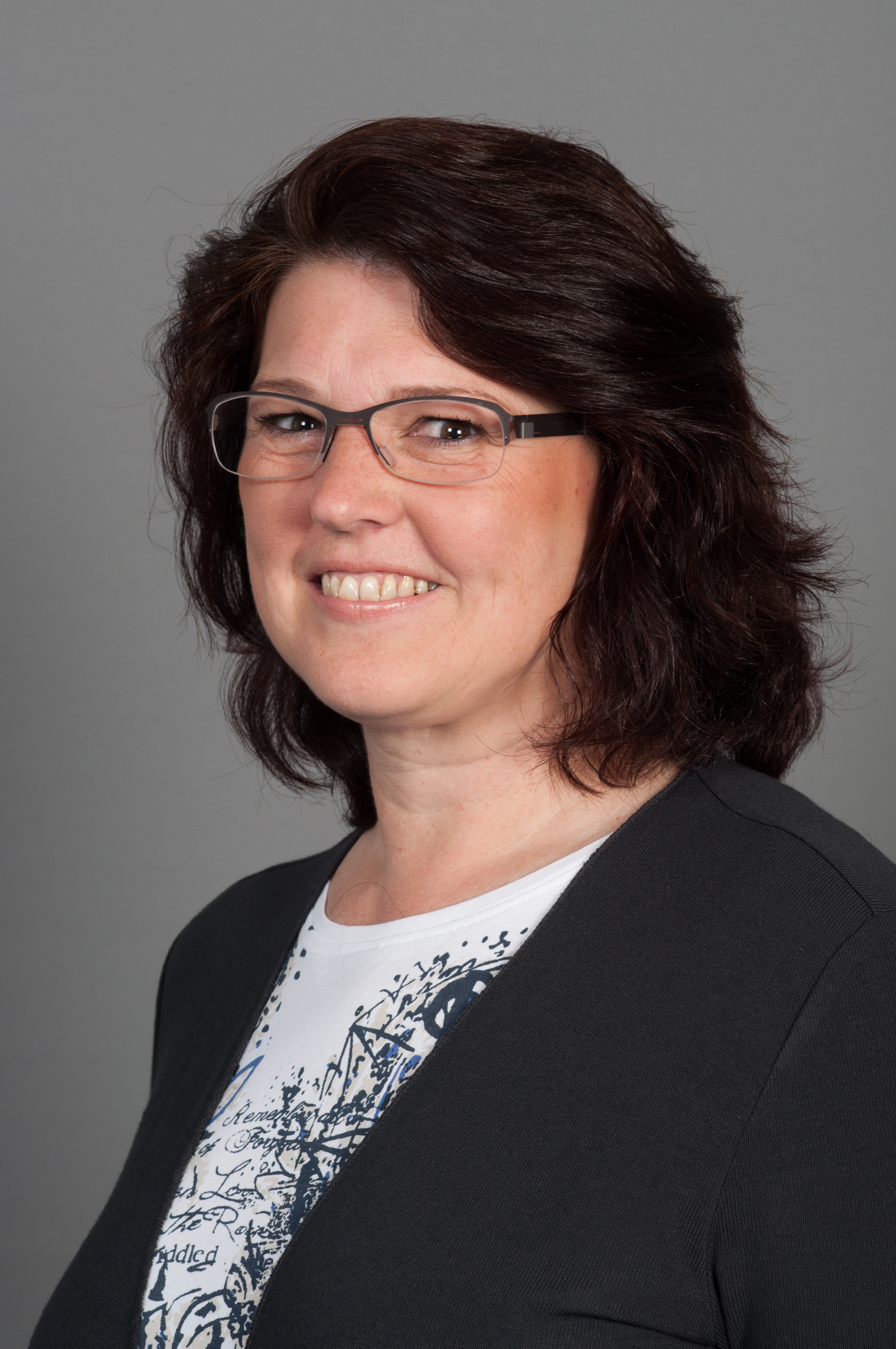
Ute Vogt (* 1964)

- 1964: Ute Vogt, deutsche Politikerin
- 1965: Jan-Ove Waldner, schwedischer Tischtennisspieler
- 1966: Beate Maes, deutsche Schauspielerin
- 1967: Carsten Dahl, dänischer Jazzmusiker
- 1967: Denis Villeneuve, kanadischer Filmregisseur
- 1968: Nicki von Tempelhoff, deutscher Schauspieler
- 1969: Massimiliano Papis, italienischer Automobilrennfahrer
- 1969: Gerhard Schebler, deutscher Schachspieler
- 1969: Gwen Stefani, US-amerikanische Sängerin
- 1971: S. Antonius Budi Ariantho, indonesischer Badmintonspieler
- 1971: Carsten Müller, deutscher Fußballspieler und -trainer
- 1971: Kevin Richardson, US-amerikanischer Sänger (Backstreet Boys)
- 1972: Anna Gourari, russisch-deutsche Konzertpianistin
- 1972: Guy Oseary, israelisch-amerikanischer Talentmanager, Schriftsteller und Unternehmer
- 1973: Keiko Agena, US-amerikanische Schauspielerin
- 1973: Hedy Burress, US-amerikanische Schauspielerin
- 1973: Neve Campbell, kanadische Schauspielerin
- 1973: Ingrid Chauvin, französische Schauspielerin und Moderatorin
- 1973: Uğur Dağdelen, türkischer Fußballspieler

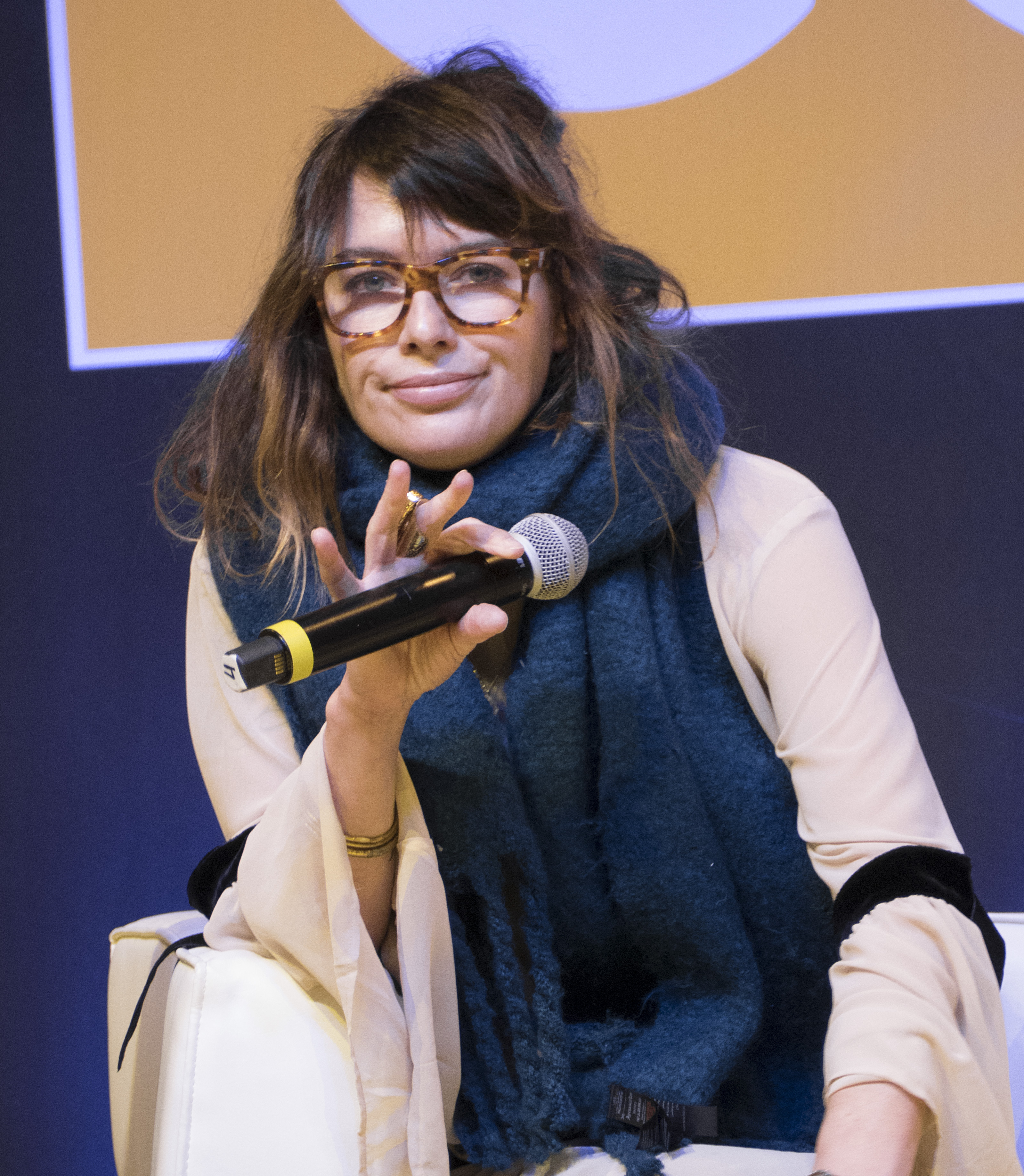
Lena Headey (* 1973)

- 1973: Lena Headey, britische Schauspielerin
- 1973: Notburga Karl, deutsche Künstlerin
- 1973: Ricardo Mayorga, nicaraguanischer Boxer
- 1973: Boris Meinzer, deutscher Comedian
- 1973: Torben Miehle, deutscher Musiker, Schauspieler und Filmregisseur
- 1973: Florian G. Mildenberger, deutscher Privatgelehrter
- 1973: Kari Rueslåtten, norwegische Sängerin
- 1973: Bernard Schuiteman, niederländischer Fußballspieler
- 1973: Ljubomir Vranjes, schwedischer Handballspieler und -trainer
- 1974: Uwe Bossert, deutscher Gitarrist
- 1974: Gunther Rost, deutscher Konzertorganist und Professor für Orgel
- 1974: Martin Scholz, deutscher Fernsehmoderator und Sänger (Touché)
- 1975: India Arie, US-amerikanische Musikerin
- 1975: Talib Kweli, US-amerikanischer Rapper
- 1975: Alanna Ubach, US-amerikanische Schauspielerin

#### 1976–2000
- 1976: Diego Camacho Quesada, spanischer Fußballspieler
- 1976: Christian Hassa, deutscher Fußballspieler
- 1976: Seann William Scott, US-amerikanischer Schauspieler
- 1978: Gerald Asamoah, deutscher Fußballspieler
- 1978: Christian Coulson, britischer Schauspieler

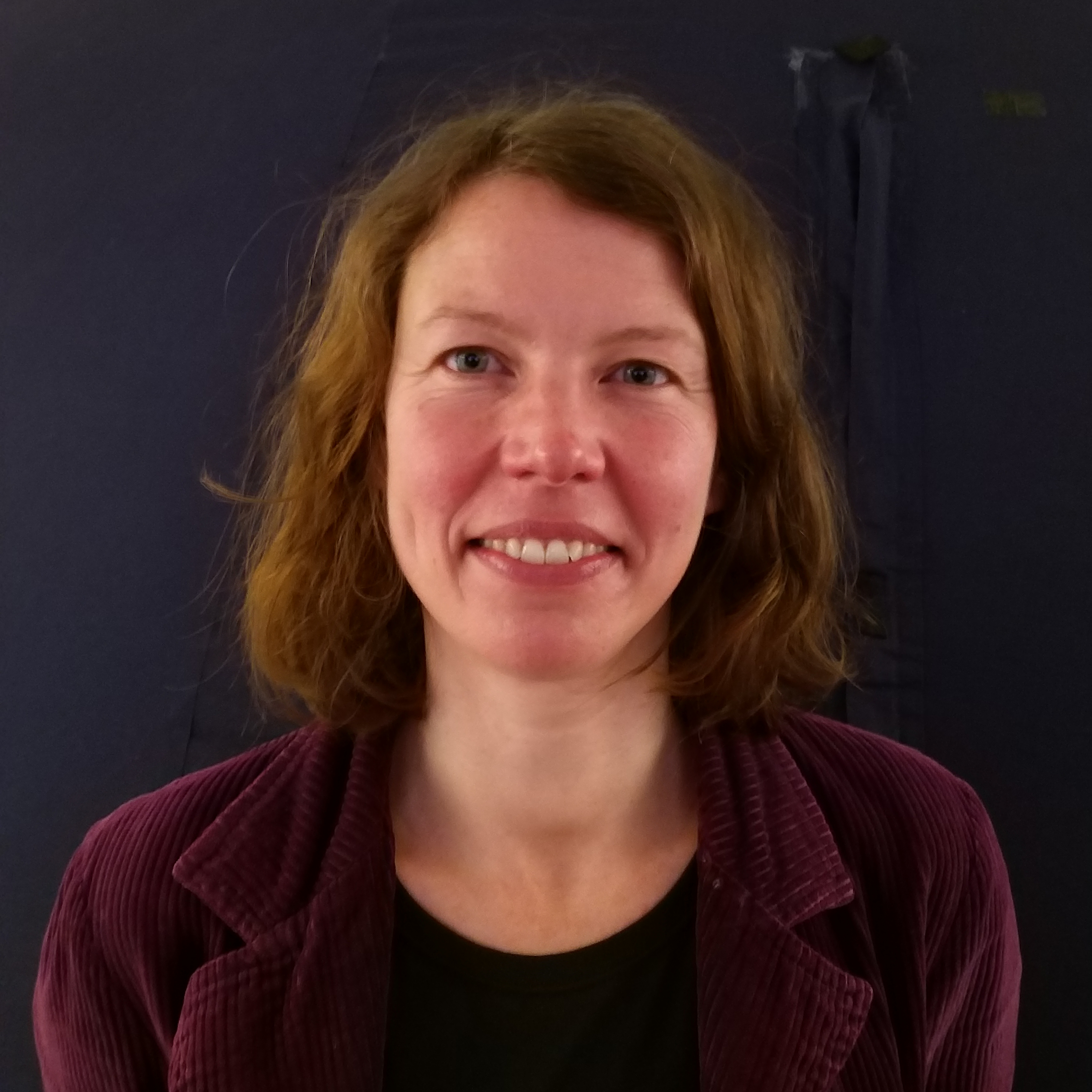
Ruth Grützbauch (* 1978)

- 1978: Ruth Grützbauch, österreichische Astronomin
- 1978: Claudio Pizarro, peruanischer Fußballspieler
- 1978: Vienna Teng, US-amerikanische Pianistin, Sängerin und Singer-Songwriterin
- 1979: Lea Bouwmeester, niederländische Politikerin
- 1979: Adam Jaskolka, deutscher Schauspieler, Sänger und Regisseur
- 1979: Josh Klinghoffer, US-amerikanischer Multi-Instrumentalist und Musikproduzent
- 1979: Philipp Weigl, deutscher Komponist und Musikpädagoge
- 1980: Ryan Hardwick, US-amerikanischer Automobilrennfahrer
- 1981: Seth Gabel, US-amerikanischer Schauspieler

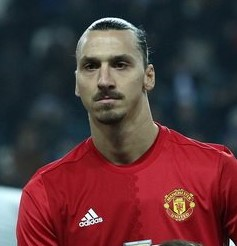
Zlatan Ibrahimović (* 1981)

- 1981: Zlatan Ibrahimović, schwedischer Fußballspieler
- 1981: Vera Vitali, schwedische Schauspielerin
- 1981: Andreas Isaksson, schwedischer Fußballspieler
- 1981: Florian Keller, deutscher Hockeyspieler
- 1981: Johannes Quester, deutscher Schauspieler
- 1982: Graeme Smith, schottischer Fußballtorwart
- 1983: Achmed Akkabi, niederländischer Schauspieler und Fernsehmoderator
- 1983: Kim Jae-sung, südkoreanischer Fußballspieler
- 1984: Bruno Gervais, kanadischer Eishockeyspieler

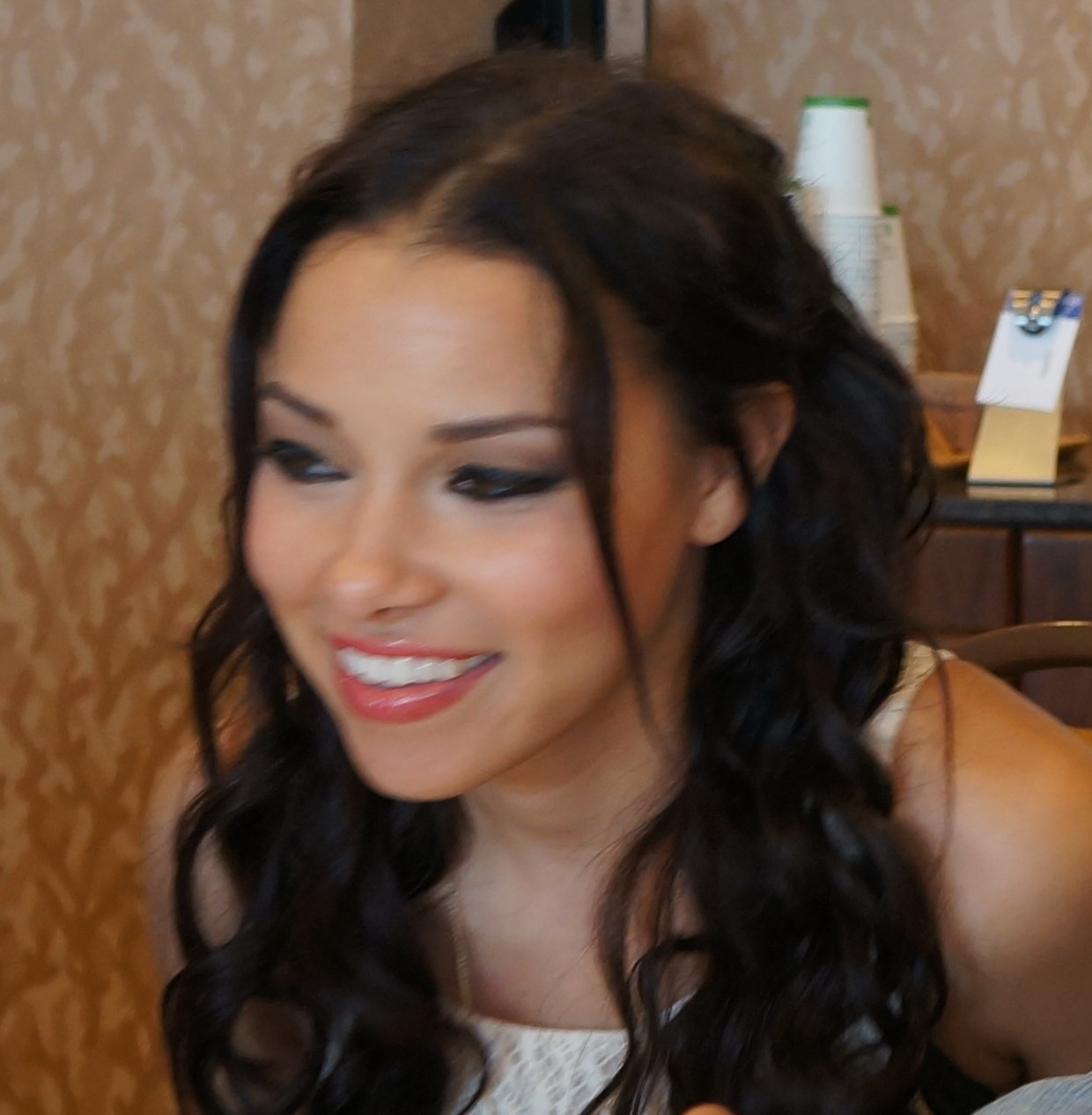
Jessica Parker Kennedy (* 1984)

- 1984: Jessica Parker Kennedy, kanadische Schauspielerin
- 1984: Anthony Le Tallec, französischer Fußballspieler
- 1984: Ashlee Simpson, US-amerikanische Sängerin
- 1985: Anna Kraft, deutsche Leichtathletin und Sportjournalistin
- 1986: Jacob Heinl, deutscher Handballspieler
- 1987: Cleo von Adelsheim, deutsch-chilenische Schauspielerin
- 1987: Aljona Afanassjewa, ukrainische Billardspielerin
- 1987: Johanna Ahlm, schwedische Handballspielerin
- 1987: Philipp Antholzer, italienischer Naturbahnrodler
- 1987: Martin Plowman, britischer Automobilrennfahrer
- 1987: Starley Hope, australische Popmusikerin
- 1988: Álvaro Maximiliano Arias Invernizzi, uruguayischer Fußballspieler
- 1988: ASAP Rocky, US-amerikanischer Rapper
- 1988: Alex Dowsett, britischer Radrennfahrer
- 1988: Max Giesinger, deutscher Sänger
- 1988: Antje Döll, deutsche Handballspielerin

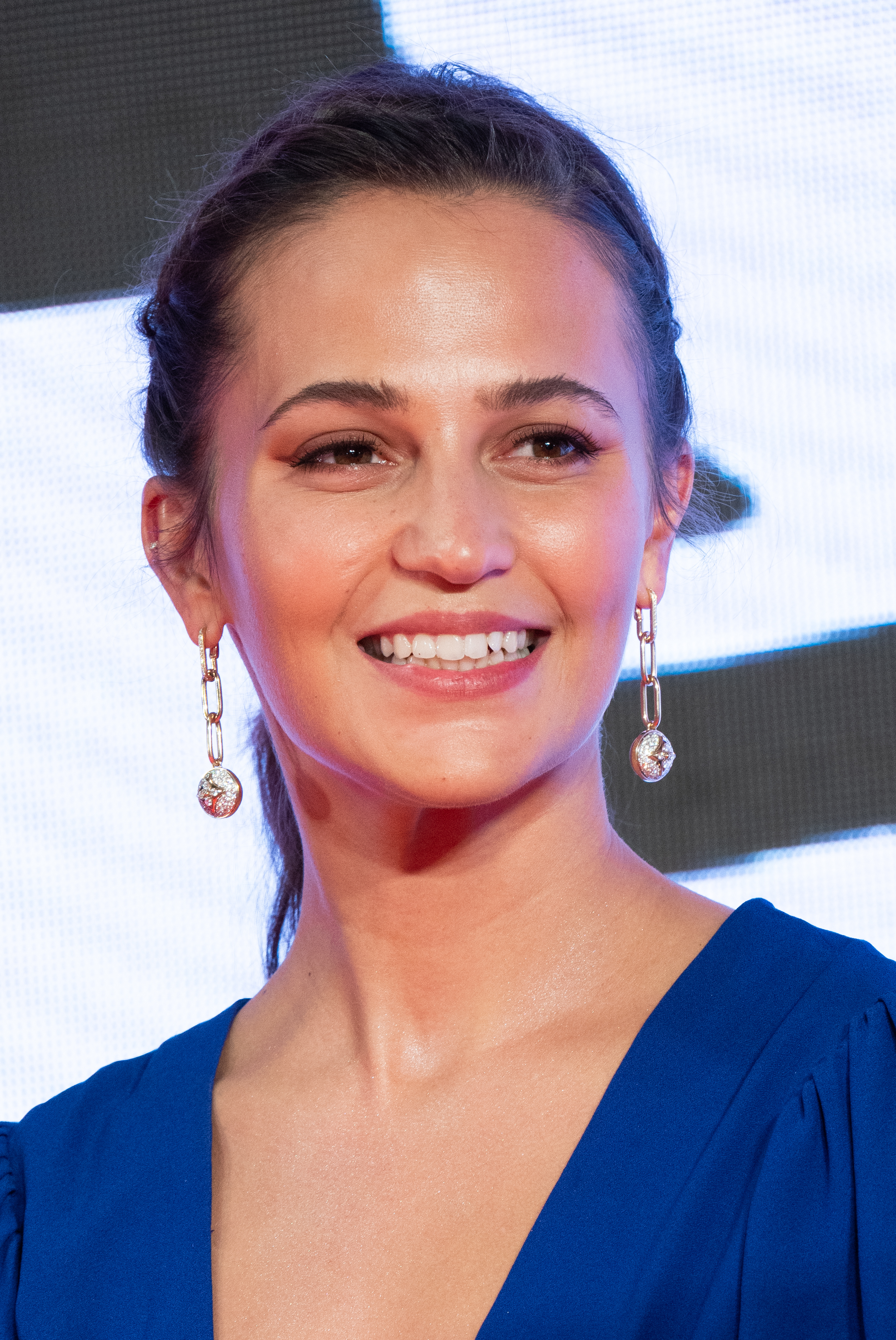
Alicia Vikander (* 1988)

- 1988: Alicia Vikander, schwedische Schauspielerin
- 1989: Chase Austin, US-amerikanischer Automobilrennfahrer
- 1990: Ana-Maria Crnogorčević, schweizerisch-kroatische Fußballspielerin
- 1990: Maria Fisker, dänische Handballspielerin
- 1990: Sebastian Griesbeck, deutscher Fußballspieler
- 1990: Darja Walerjewna Schkurichina, russische Rhythmische Sportgymnastin und Olympiasiegerin
- 1991: Berry Angriawan, indonesischer Badmintonspieler
- 1991: Stefan Brennsteiner, österreichischer Skirennläufer
- 1994: Freydís Halla Einarsdóttir, isländische Skirennläuferin
- 1994: Fejsal Mulić, serbischer Fußballspieler
- 1994: Emese Tóth, ungarische Handballspielerin
- 1995: Mike Gesicki, US-amerikanischer American-Football-Spieler
- 1996: Lena Arnaud, französische Biathletin
- 1996: Kelechi Iheanacho, nigerianischer Fußballspieler
- 1996: Patrik Kovács, ungarischer Dartspieler
- 1999: Aramis Knight, US-amerikanischer Schauspieler

### 21. Jahrhundert

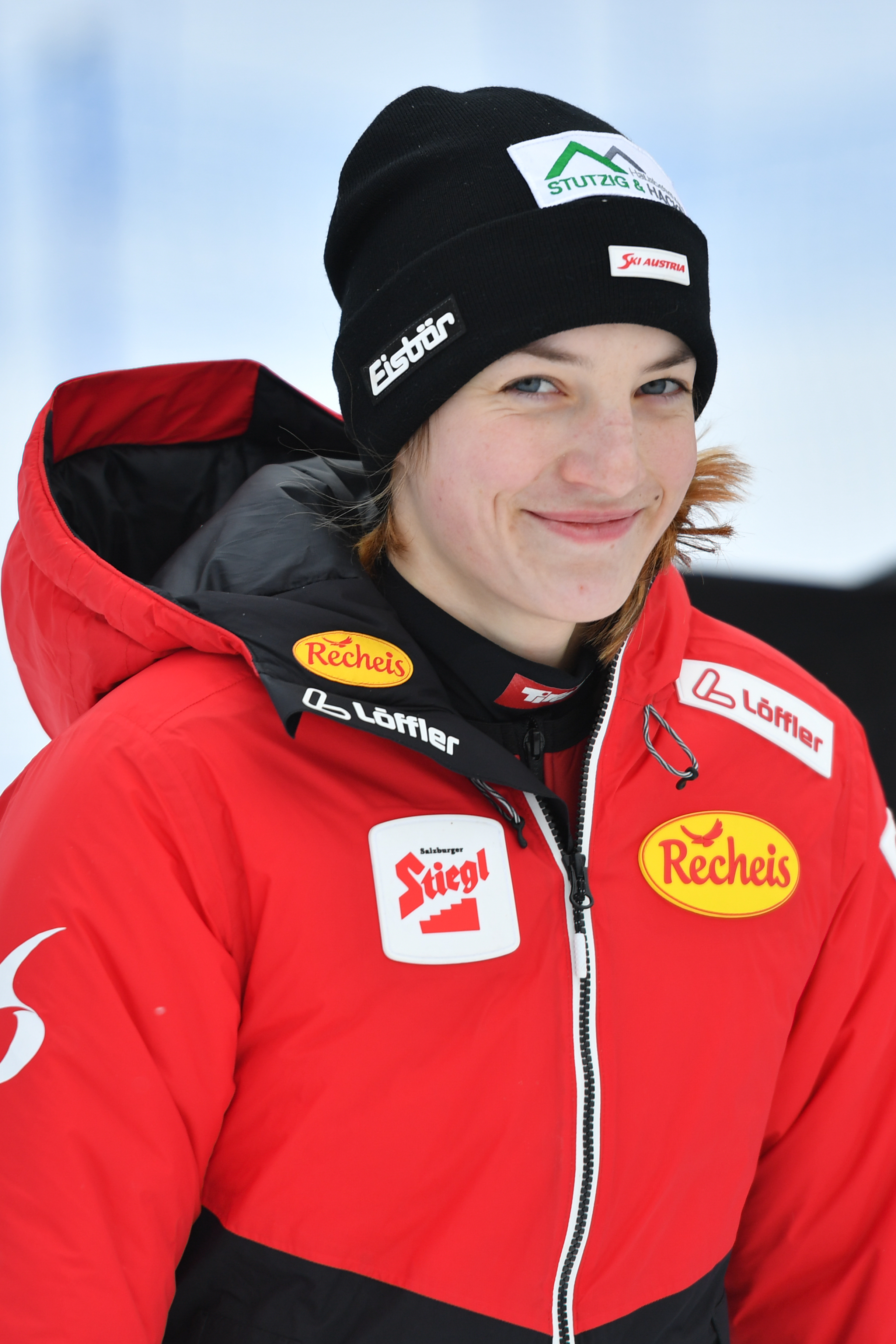
Lisa Hirner (* 2003)

- 2001: Liel Abada, israelischer Fußballspieler
- 2003: Ding Yuhuan, chinesische Biathletin
- 2003: Lisa Hirner, österreichische nordische Kombiniererin
- 2004: Jessica Gadirova, britische Turnerin
- 2004: Amandine Mengin, französische Biathletin
- 2004: Noah Schnapp, US-amerikanischer Schauspieler
- 2006: Josie Johnson, US-amerikanische Skispringerin

## Gestorben

### Vor dem 16. Jahrhundert
- 0042 v. Chr.: Gaius Cassius Longinus, römischer Senator, beteiligt am Caesar-Attentat

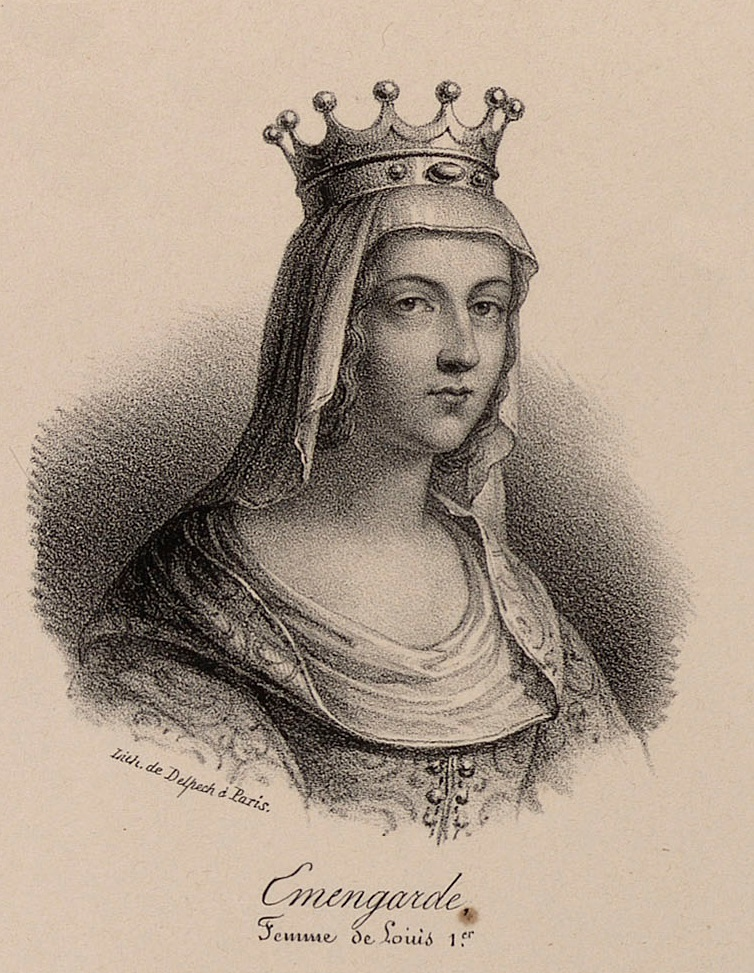
Irmingard von Hespengau († 818)

- 0818: Irmingard von Hespengau, fränkische Adelige, erste Gemahlin Ludwigs des Frommen
- 0954: Odilo von Stablo, Abt von Stablo und Malmedy
- 0959: Gérard de Brogne, französischer Abt, Klosterreformer und Heiliger
- 0999: Erpo, Bischof von Worms
- 1078: Isjaslaw I., Großfürst von Kiew
- 1160: Adalgott, Bischof von Chur
- 1174: Heinrich I., Bischof von Gurk

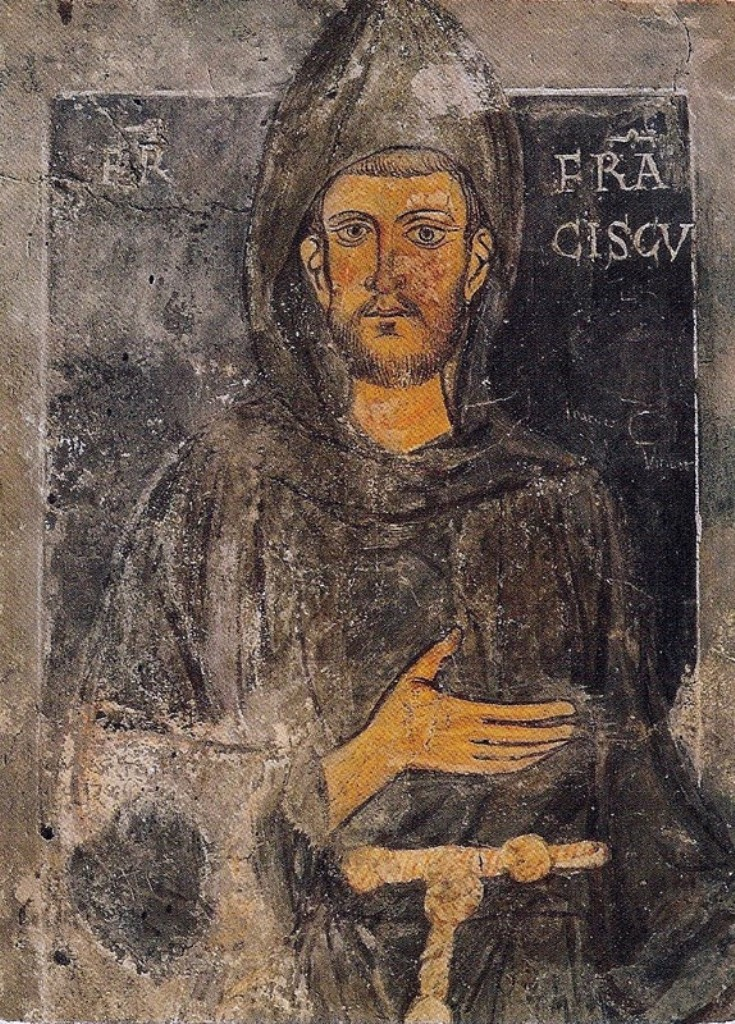
Franz von Assisi († 1226)

- 1226: Franz von Assisi, italienischer Ordensstifter der Minderen Brüder, Mitbegründer der Klarissen und Mystiker
- 1270: Adolf I., Graf von Waldeck und Schwalenberg
- 1274: Hermann III., Herr zur Lippe
- 1278: Robert de Chaury, Bischof von Carlisle
- 1314: Salome von Pommerellen, Herzogin von Kujawien
- 1341: Margrethe Eriksdatter von Dänemark, Königin von Schweden
- 1359: Levold von Northof, Domherr zu Lüttich und Geschichtsschreiber
- 1369: Margarete von Tirol, Gräfin von Tirol
- 1380: Agapito Colonna, Kardinal der katholischen Kirche, Bischof von Lissabon
- 1392: Yusuf II., nasridischer Emir von Granada
- 1399: Eleanor de Bohun, englische Adelige

### 16. bis 18. Jahrhundert
- 1513: Anton Koberger, deutscher Buchdrucker, Verleger und Buchhändler der Inkunabelzeit
- 1525: Sebastian Sprenz, Fürstbischof von Brixen
- 1532: Alfonso de Valdés, spanischer Humanist, Sekretär und Politiker
- 1544: Philipp von Solms-Lich, kaiserlicher und kurfürstlicher Rat, Graf von Solms zu Lich
- 1556: Bernhard von Hagen, Priester und Generalvikar in Köln
- 1559: Ercole II. d’Este, Herzog von Ferrara, Modena und Reggio, Sohn der Lucrezia Borgia

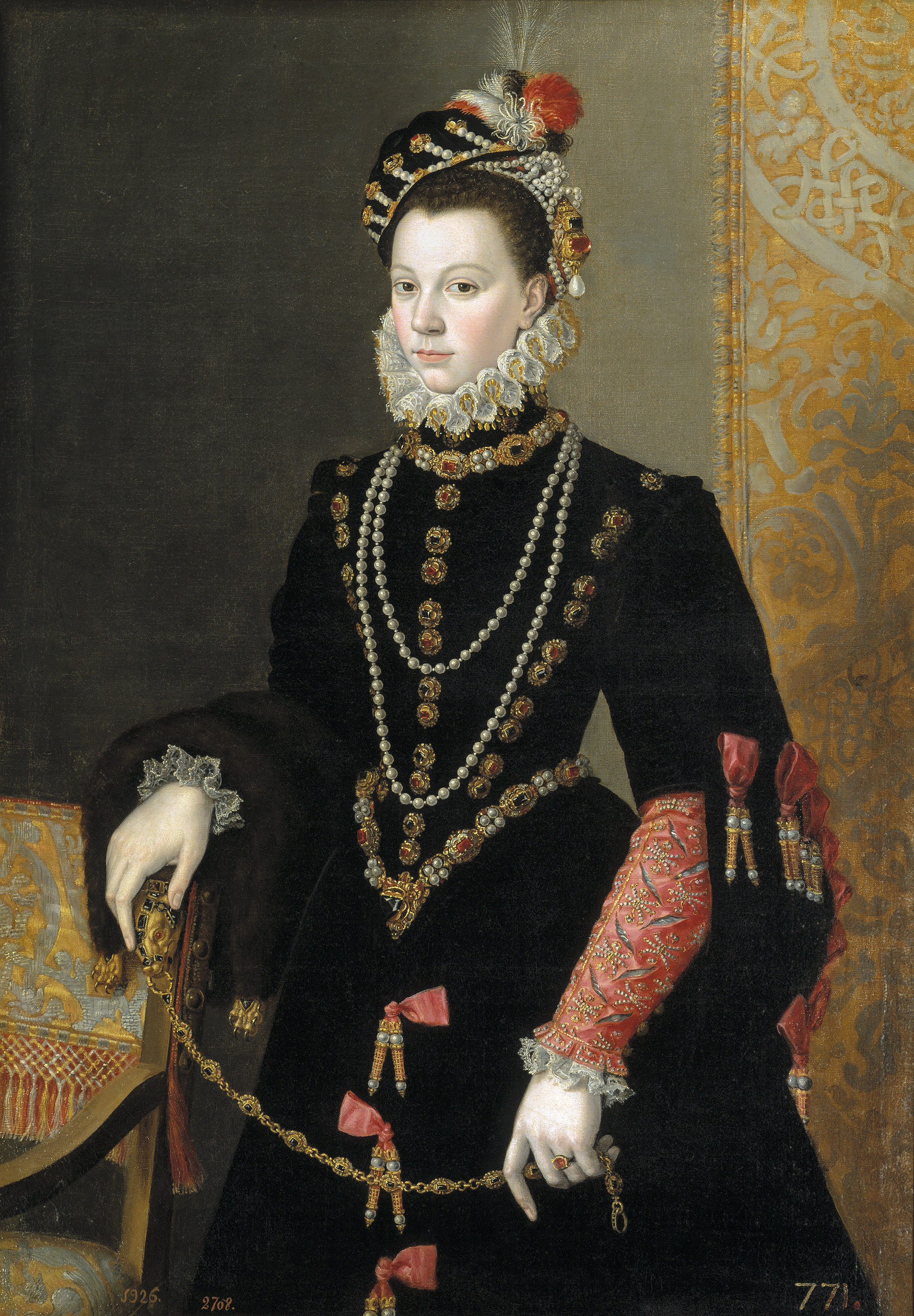
Elisabeth von Valois († 1568)

- 1568: Elisabeth von Valois, Prinzessin von Frankreich und Königin von Spanien
- 1569: Philibert von Baden, Markgraf von Baden
- 1591: Vincenzo Campi, italienischer Maler, Architekt und Kosmograph
- 1611: Margarete von Österreich, Erzherzogin von Österreich, Königin von Spanien, Portugal, Neapel und Sizilien
- 1629: Paolo Agostini, italienischer Organist, Kapellmeister und Komponist
- 1631: Sophie von Mecklenburg, Königin von Dänemark
- 1649: Giovanni Diodati, reformierter Theologe und Bibelübersetzer
- 1653: Achatius von Quitzow, Mitglied der Fruchtbringenden Gesellschaft
- 1657: Moritz von Savoyen, Kardinal der Römischen Kirche
- 1663: Susanna Margarethe von Anhalt-Dessau, Gräfin von Hanau-Lichtenberg

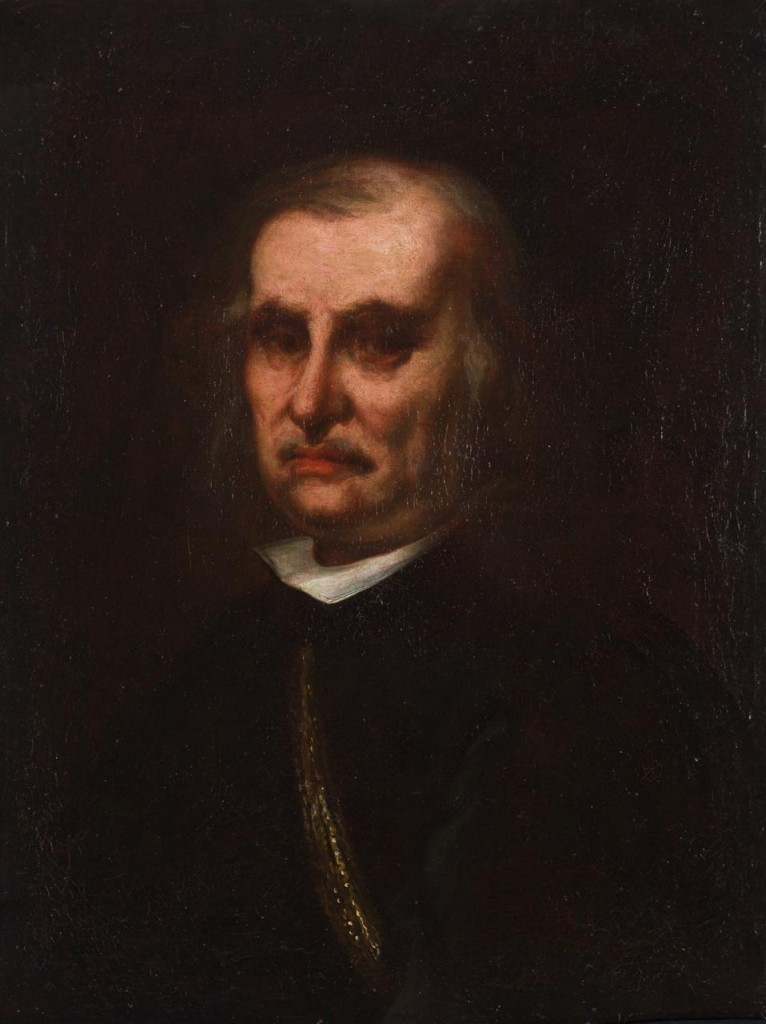
Juan Carreño de Miranda († 1685)

- 1685: Juan Carreño de Miranda, spanischer Maler
- 1685: Johann Heinrich Roos, deutscher Maler
- 1699: Nikolaus Alard, deutscher lutherischer Theologe
- 1702: Sophie Luise von Württemberg, Markgräfin von Brandenburg-Bayreuth
- 1703: Alessandro Melani, italienischer Komponist, Sänger und Kapellmeister
- 1704: Jean-Baptiste Denis, französischer Arzt, Hofarzt Ludwigs XIV.
- 1731: Georg Heinrich Bose, Leipziger Handelsherr
- 1737: Adolf von Dalberg, Fürstabt von Fulda
- 1743: Georg Adam Ostertag, deutscher Scharfrichter und Wasenmeister
- 1747: Johann Grimm, Berner Maler
- 1750: Matthias Georg Monn, österreichischer Komponist, Organist und Musikpädagoge der Wiener Vorklassik
- 1757: Georg Abbt, Schweizer evangelischer Geistlicher
- 1761: Johann Adolph von Ahlefeldt, Adliger Gutsherr und Träger des Dannebrog- und des Elefanten-Ordens
- 1776: George Desmarées, schwedischer Maler französischer Herkunft, gilt als einer der wichtigsten Porträtisten des Rokoko

### 19. Jahrhundert
- 1811: Heinrich Gentz, deutscher Architekt und preußischer Baubeamter
- 1820: Ludovit Václav Lachnit, tschechischer Hornist und Komponist

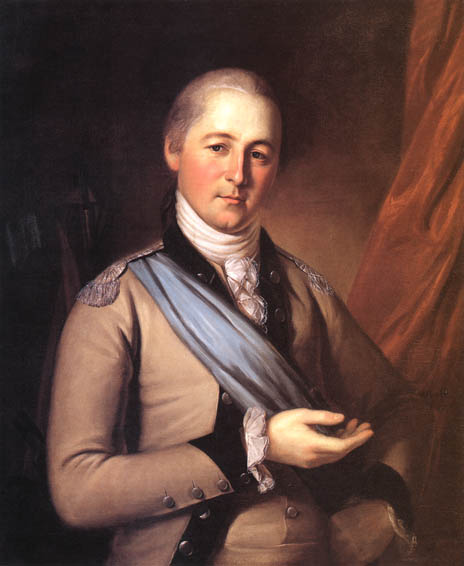
Joseph Bloomfield († 1823)

- 1823: Joseph Bloomfield, US-amerikanischer Politiker, Gouverneur von New Jersey, Abgeordneter im US-Repräsentantenhaus
- 1826: Jens Immanuel Baggesen, dänischer Schriftsteller, Übersetzer und Anhänger der Aufklärung sowie der Französischen Revolution
- 1827: Franz Michael Vierthaler, österreichischer Pädagoge und Schulreformer, Schriftsteller und Journalist
- 1830: Robert Lefèvre, französischer Maler
- 1831ː Henriette Weiße, Sängerin und Salonière in Leipzig
- 1837: Étienne Tardif de Pommeroux de Bordesoulle, französischer General
- 1838: Black Hawk, Häuptling der Sauk- und Fox-Indianer
- 1860: Rembrandt Peale, US-amerikanischer Maler
- 1867: Elias Howe, US-amerikanischer Fabrikant und Erfinder der Doppelstich-Nähmaschine

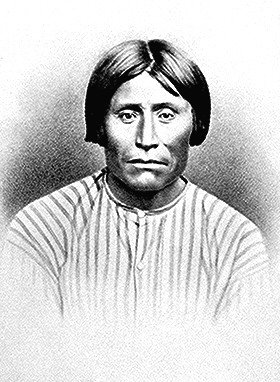
Captain Jack († 1873)

- 1873: Kintpuash, Häuptling der Modoc-Indianer
- 1883: Louise von Bose, deutsche Wohltäterin und Förderin von Kunst und Wissenschaft
- 1884: Hans Makart, österreichischer Maler und Dekorationskünstler
- 1887: Gottfried Claes Carl Hagenbeck, Hamburger Fischhändler, Tierschausteller und Begründer eines Tierhandels
- 1891: Vincenzo Vela, Schweizer Bildhauer
- 1893: Edwin Nil, Schweizer evangelischer Geistlicher
- 1895: Samuel David, französischer Komponist
- 1895: Otto Ehrenfried Ehlers, deutscher Forschungsreisender und Schriftsteller
- 1896: William Morris, einer der Gründer des Britischen Arts and Crafts Movement

### 20. Jahrhundert

#### 1901–1950
- 1906: Ferdinand Attlmayr, österreichischer Seetaktiker und Offizier

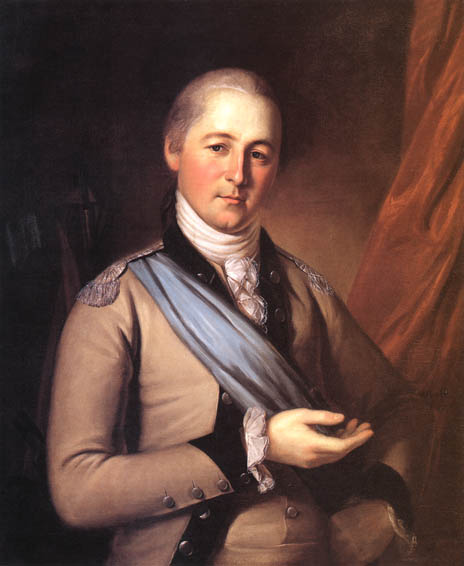
Elemér Szentirmay († 1908)

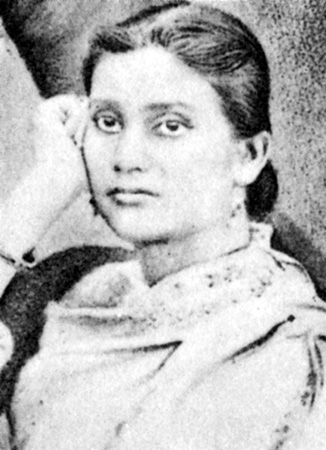
Kadambini Ganguly († 1923)

- 1908: Elemér Szentirmay, ungarischer Komponist
- 1910: Melchior Treub, niederländischer Botaniker
- 1912: Susanna Benda, deutsche Schauspielerin
- 1913: Paul Preuß, österreichischer Alpinist
- 1916: Vincenz Czerny, deutscher Chirurg und Krebsforscher
- 1918: David de Sousa, portugiesischer Violoncellist, Dirigent und Komponist
- 1919: Pieter van Geer, niederländischer Mathematiker
- 1921: Mohammad Taqi-Khan Pesyan, iranischer Militärkommandeur und Politiker
- 1922: Fabio Besta, italienischer Wirtschaftshistoriker
- 1923: Amiel-François Bessière, französischer Geistlicher und römisch-katholischer Bischof von Constantine-Hippone
- 1923: Kadambini Ganguly, indische Medizinerin
- 1924: Max Waechter, britischer Kaufmann und Philanthrop
- 1926ː Auguste Förster, deutsche Pädagogin und Frauenrechtlerin
- 1927: Hermann Weil, deutsch-argentinischer Unternehmer
- 1929: Carl Wolff, deutscher Volkswirtschaftler, Journalist und Politiker

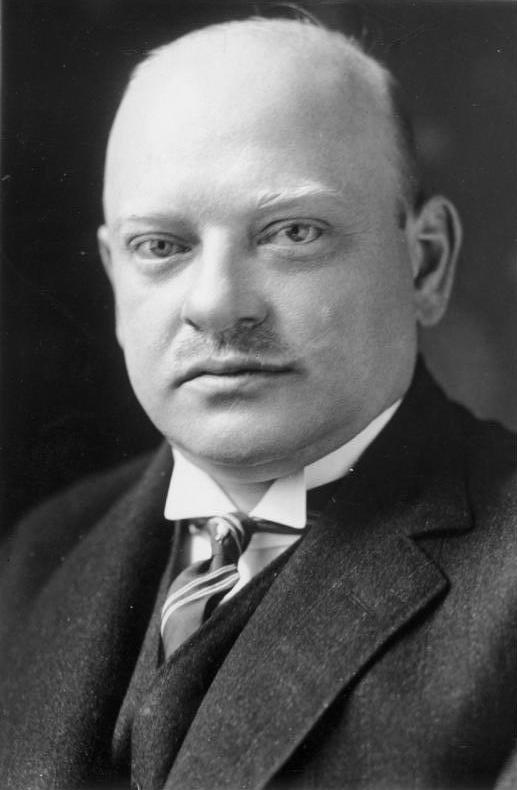
Gustav Stresemann († 1929)

- 1929: Gustav Stresemann, 	deutscher Politiker, MdR, Außenminister der Weimarer Republik und Friedensnobelpreisträger
- 1931: Carl Nielsen, dänischer Komponist und Dirigent
- 1932: Giulio Aristide Sartorio, italienischer Maler, Illustrator, Drehbuchautor und Filmregisseur
- 1932: Max Wolf, deutscher Astronom, Entdecker vieler Asteroiden, Pionier der galaktischen Astrofotografie
- 1933: Abdolhossein Teymurtash, iranischer Minister
- 1937: Richard von Hertwig, deutscher Zoologe
- 1937: Hans Kippenberger, deutscher Politiker
- 1938: Alexandru Averescu, rumänischer General und Ministerpräsident
- 1938: Oskar Böhme, deutsch-russischer Trompeter und Komponist

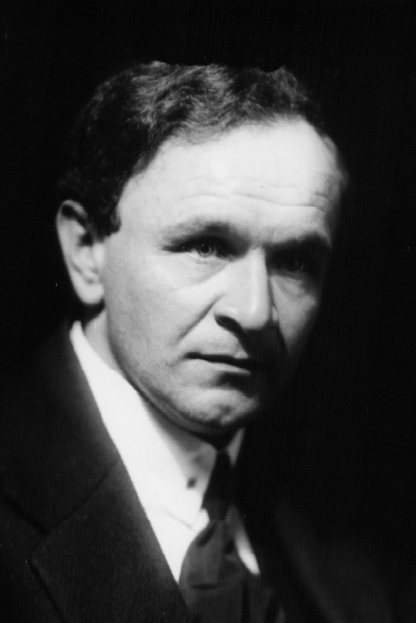
Wiktor Kossenko († 1938)

- 1938: Wiktor Kossenko, ukrainischer Komponist, Lehrer und Pianist
- 1941: Wilhelm Kienzl, österreichischer Komponist
- 1941: Ernest Marland, US-amerikanischer Politiker, Gouverneur des Bundesstaates Oklahoma
- 1942: František Čech-Vyšata, tschechischer Reiseschriftsteller
- 1942: Alfred Jurke, deutscher Widerstandskämpfer gegen den Nationalsozialismus
- 1942: Willibald von Langermann und Erlencamp, deutscher General
- 1944: Alfred Andreesen, deutscher Reformpädagoge
- 1945: Bernd von Arnim, preußischer Politiker
- 1948: Alois Wolfmüller, deutscher Erfinder, Ingenieur und Flugtechniker

#### 1951–2000
- 1953: Arnold Bax, britischer Komponist

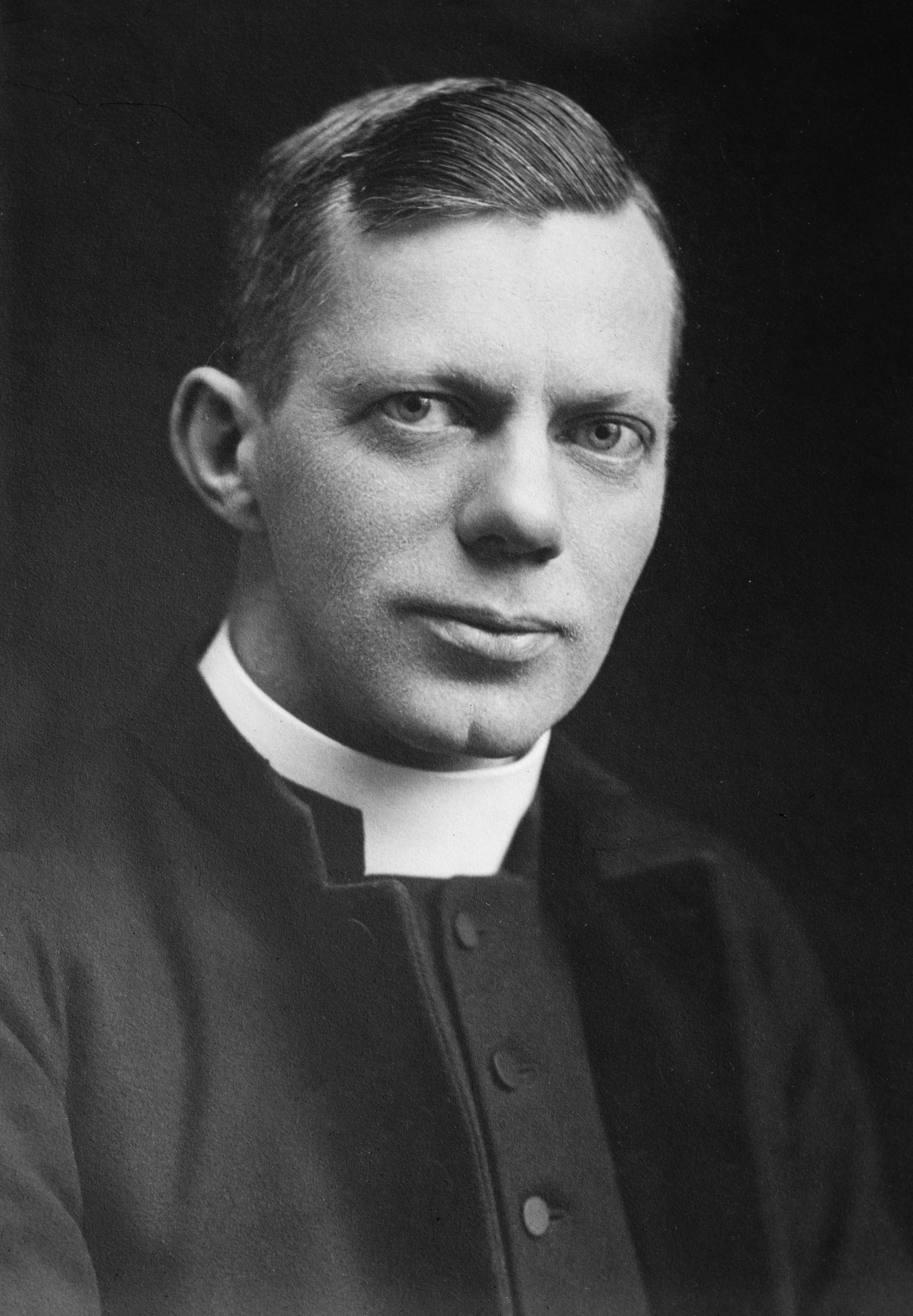
George Kennedy Allen Bell († 1958)

- 1958: George Kennedy Allen Bell, britischer Theologe
- 1962: Johannes Arpe, deutscher Schauspieler, Regisseur und Theaterintendant
- 1962: Iida Dakotsu, japanischer Dichter
- 1963: Pedro Rebolledo, panamaischer Komponist
- 1964: Erich Friedrich Schmidt, US-amerikanischer Archäologe
- 1966: Dave Lambert, US-amerikanischer Jazzsänger
- 1966: Rolf Sievert, schwedischer Physiker
- 1967: Pinto Colvig, US-amerikanischer Schauspieler und Autor, Animator, Zeichner und Synchronsprecher

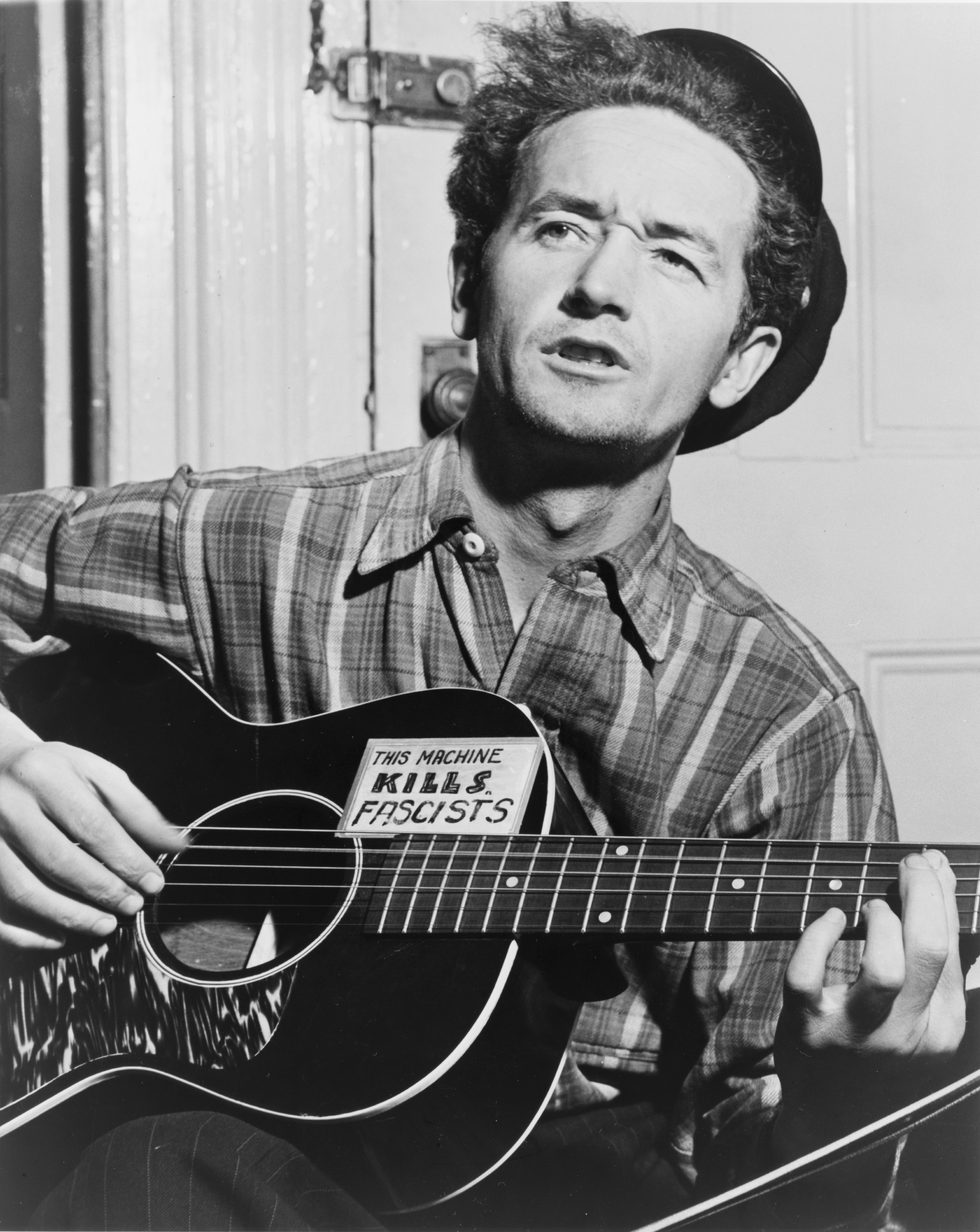
Woody Guthrie († 1967)

- 1967: Woody Guthrie, US-amerikanischer Gewerkschafter und Liedermacher
- 1967: Malcolm Sargent, britischer Dirigent
- 1967: Carlo Hemmerling, Schweizer Komponist, Pianist und Organist
- 1967: Walter Müller von Kulm, Schweizer Komponist und Musikpädagoge
- 1969: Richard Hammer, deutscher Arzt und Politiker, MdL, MdB
- 1971: Edit Angold, deutsche Schauspielerin
- 1971: Seán Ó Riada, irischer Komponist
- 1971: Frank Wohlfahrt, deutscher Musiker, Komponist, Musikpädagoge und Musikkritiker
- 1973: Otto Mauer, österreichischer Priester, Kunstsammler und Mäzen
- 1976: Hermann Pünder, deutscher Politiker und Rechtswissenschaftler
- 1977: Arnold Bode, deutscher Pädagoge, Kurator und Künstler, Begründer der documenta
- 1977: Charles Duruy, französischer Automobilrennfahrer
- 1977: Tay Garnett, US-amerikanischer Filmregisseur
- 1977: Giuseppe Morandi, italienischer Automobilrennfahrer
- 1978: George Grant Blaisdell, US-amerikanischer Erfinder und Ingenieur
- 1979: Humberto Teixeira, brasilianischer Musiker und Komponist
- 1981: Tadeusz Kotarbiński, polnischer Philosoph

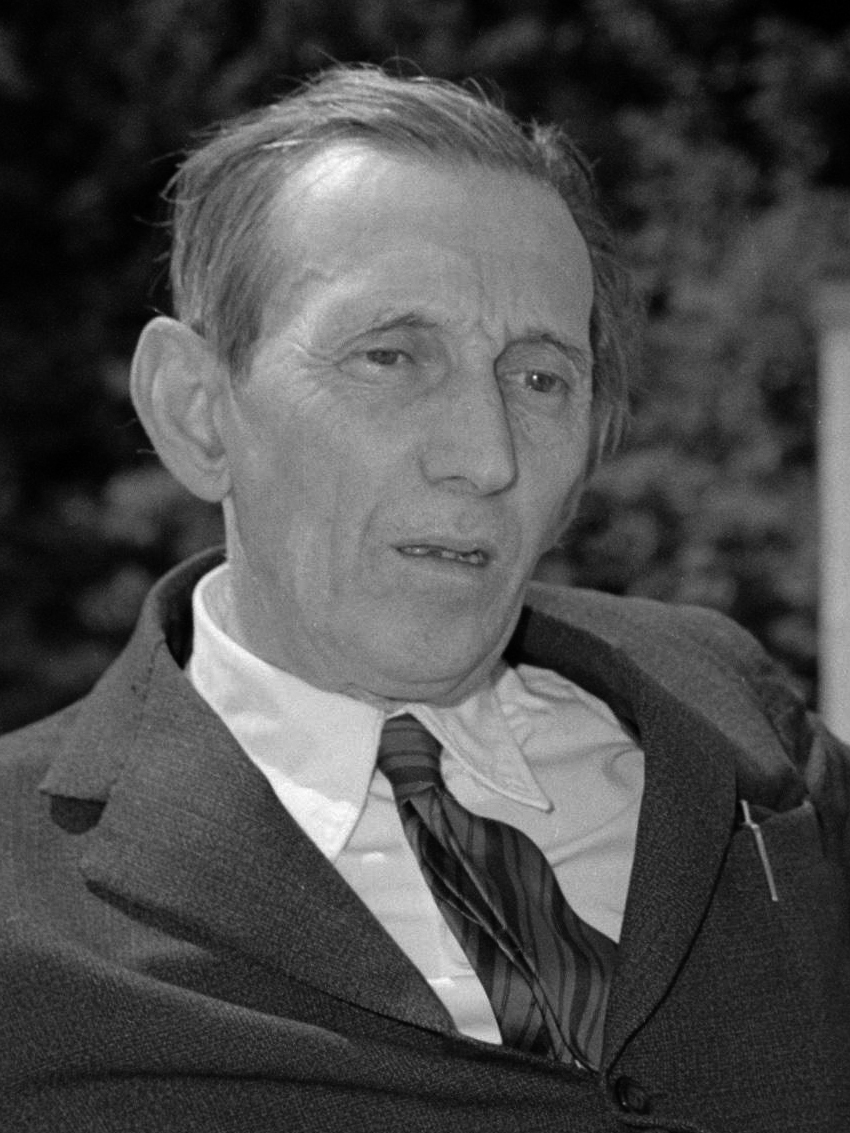
Walter Mehring († 1981)

- 1981: Walter Mehring, deutscher Schriftsteller, Lyriker und Dramatiker
- 1982: Roger Claessen, belgischer Fußballspieler
- 1982: Adam Kopyciński, polnischer Dirigent, Pianist, Sänger und Komponist
- 1983: Kurt Kusenberg, deutscher Kunstkritiker und Autor
- 1985: Heinz Kindermann, österreichischer Literatur- und Theaterwissenschaftler
- 1987: Jean Anouilh, französischer Dramatiker
- 1987: Hans Gál, österreichisch-britischer Komponist und Musikwissenschaftler

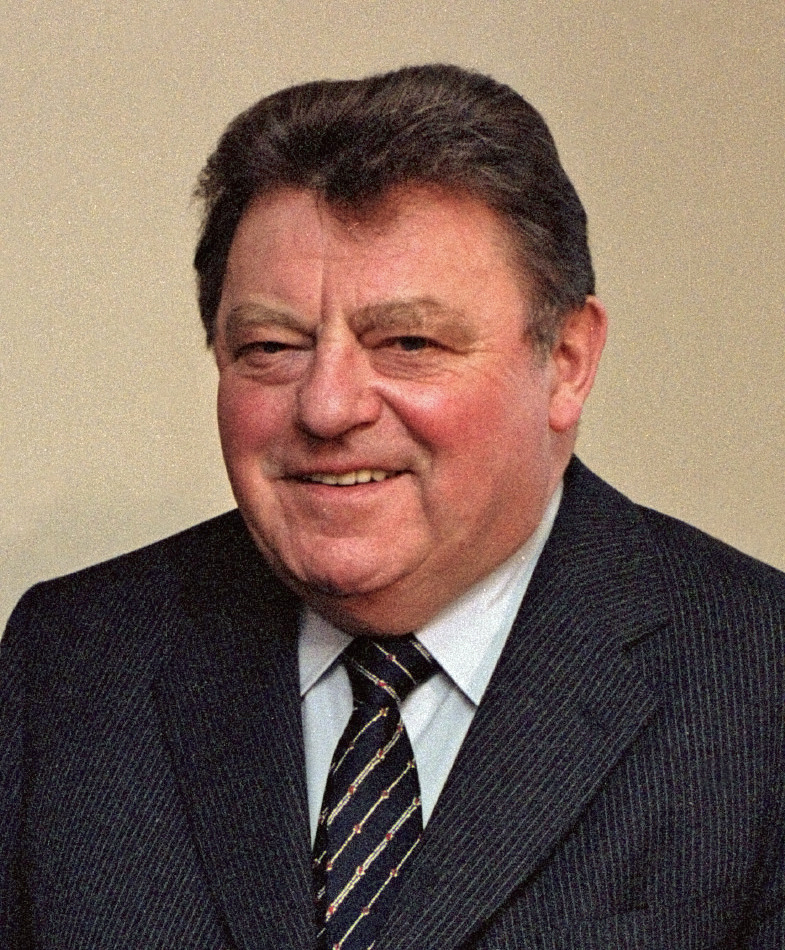
Franz Josef Strauß († 1988)

- 1988: Franz Josef Strauß, deutscher Politiker
- 1989: Dennis McGee, US-amerikanischer Fiddlespieler und Akkordeonist
- 1990: Stefano Casiraghi, italienischer Unternehmer und Sportbootfahrer
- 1990: Amy Bailey, jamaikanische Lehrerin und Frauenrechtlerin
- 1994: Heinz Rühmann, deutscher Schauspieler
- 1996: Arturo Gatica, chilenischer Sänger
- 1997: John Ashley, US-amerikanischer Schauspieler und Sänger
- 1997: Diana Vandenberg, niederländische Malerin
- 1999: Morita Akio, japanischer Industrieller
- 1999: Hilario González, kubanischer Komponist, Pianist, Musikwissenschaftler und -pädagoge
- 2000: Wojciech Has, polnischer Regisseur

### 21. Jahrhundert
- 2002: Willi Paul Adams, deutscher Amerikanist und Historiker
- 2002: Siegfried F. Erdmann, deutscher Ingenieur und Hochschullehrer
- 2002: Felix Kracht, deutscher Flugzeugbauer
- 2002: Victor Maag, Schweizer evangelischer Geistlicher und Hochschullehrer
- 2003: Tish Daija, albanischer Fußballer und Komponist
- 2003: William Steig, US-amerikanischer Cartoonzeichner
- 2004: Hans-Joachim Arndt, deutscher Politikwissenschaftler
- 2004: Jacques Benveniste, französischer Mediziner

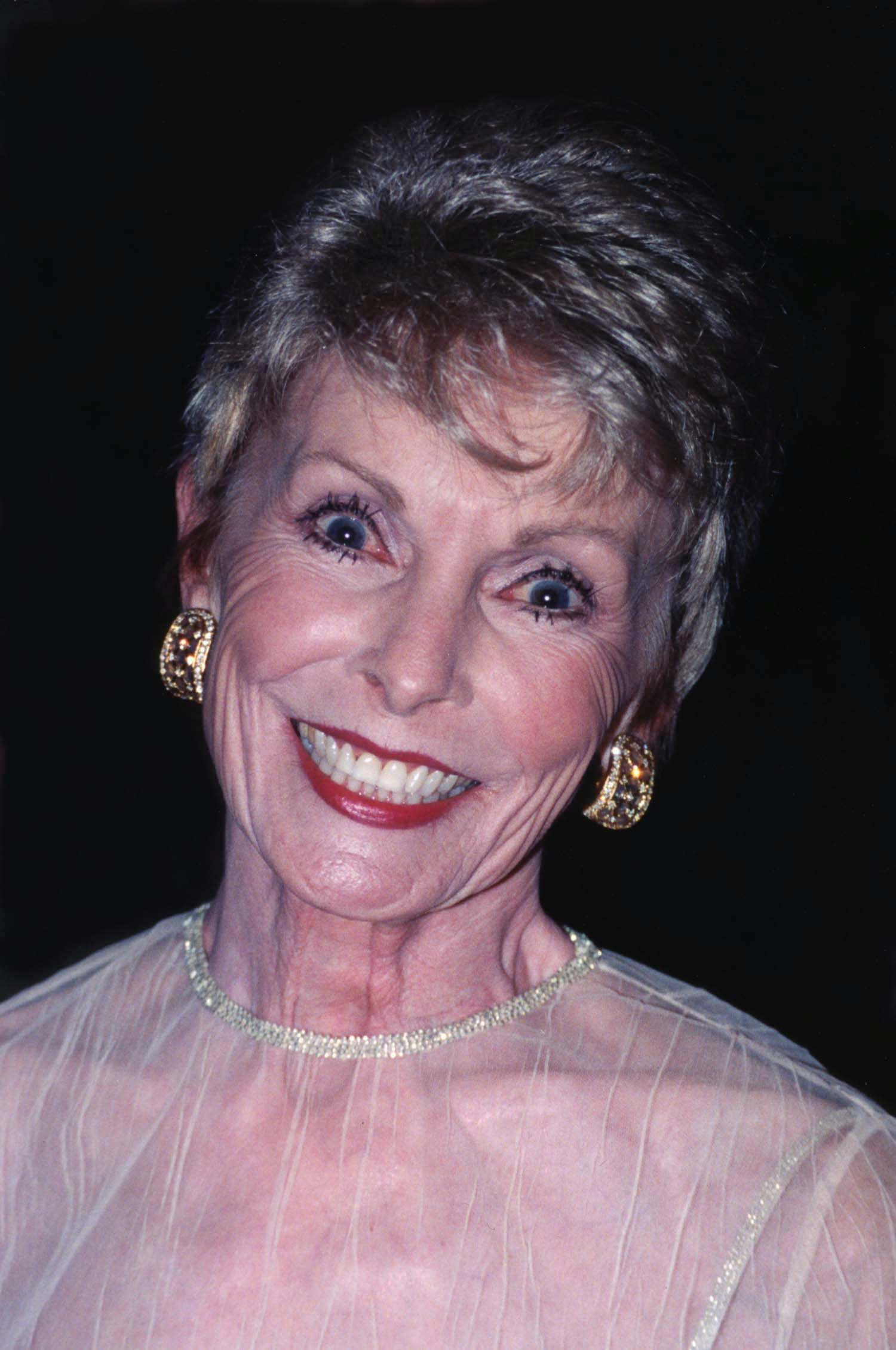
Janet Leigh († 2004)

- 2004: Janet Leigh, US-amerikanische Schauspielerin (Psycho)
- 2004: Miriam Solovieff, US-amerikanische Geigerin und Musikpädagogin
- 2005: Franco Scoglio, italienischer Fußballtrainer
- 2008: George Draga, rumänischer Komponist
- 2008: Aurel Stroe, rumänischer Komponist und Musikpädagoge
- 2009: Jürgen Kellermeier, deutscher Journalist
- 2009: Gert Mattenklott, deutscher Literaturwissenschaftler
- 2009: Reinhard Mohn, deutscher Unternehmer
- 2009: Fatima el-Sharif, libysche Königin
- 2009: Rino Di Silvestro, italienischer Filmregisseur und Drehbuchautor
- 2010: Philippa Foot, britische Philosophin
- 2010: Helga Göring, deutsche Schauspielerin
- 2010: Franz Mack, deutscher Unternehmer, Gründer des Europa-Parks
- 2012: Francis Burt, britisch-österreichischer Komponist
- 2013: Bill Eppridge, US-amerikanischer Fotojournalist

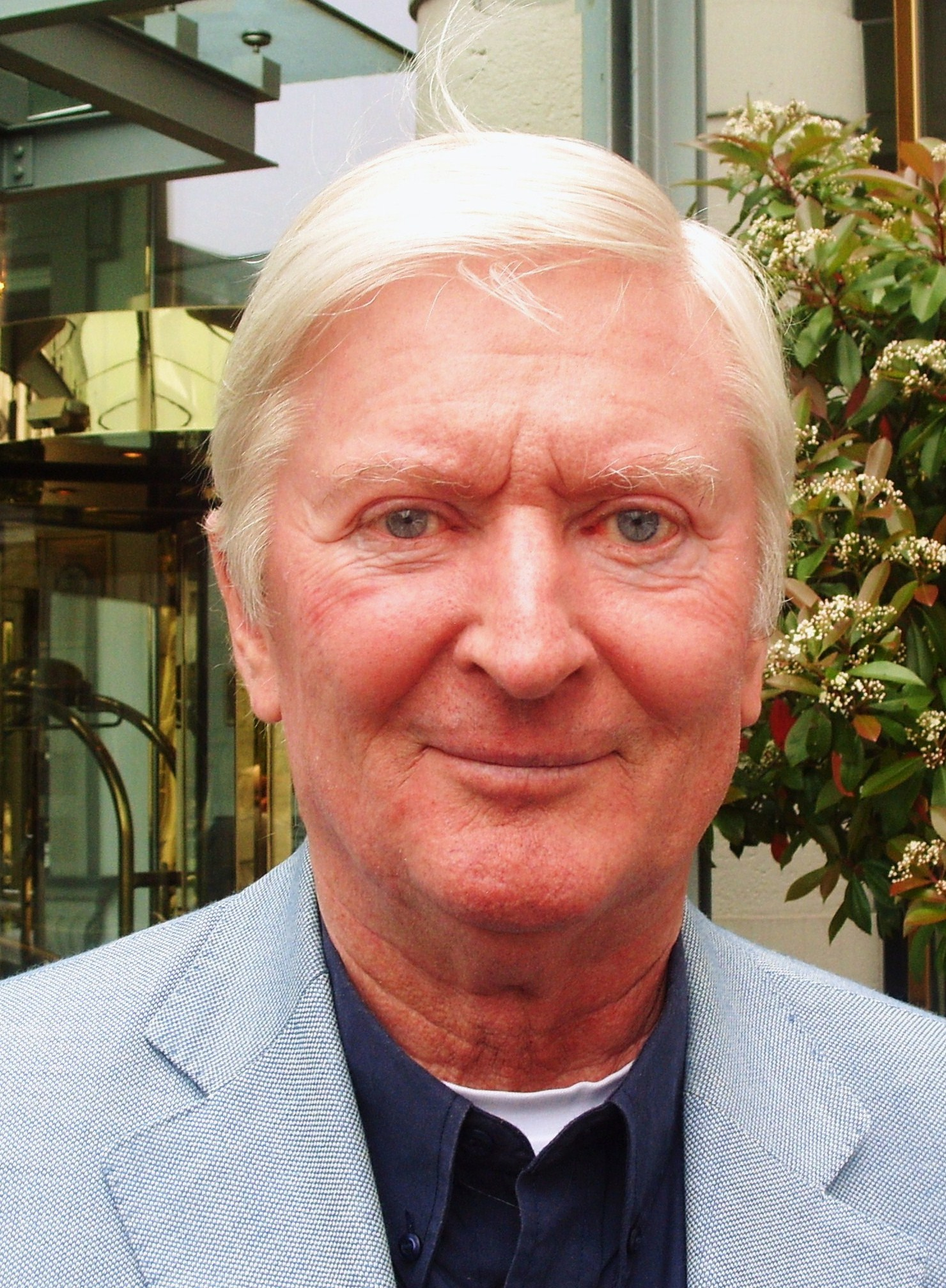
Peer Augustinski († 2014)

- 2014: Peer Augustinski, deutscher Schauspieler, Synchronsprecher, Hörspielsprecher und Hörbuchinterpret
- 2014: Werner Hennig, deutscher Jurist und Vorsitzender Richter am Bundessozialgericht
- 2014: Friedrich Streich, Schweizer Zeichentrickfilmer
- 2015: Denis Healey, britischer Politiker
- 2016: Ljupka Dimitrovska, jugoslawische, bzw. kroatisch-mazedonische Schlagersängerin
- 2016: Irmgard Horlbeck-Kappler, deutsche Malerin und Grafikerin
- 2017: Isabella Karle, US-amerikanische Physikochemikerin
- 2017: Dschalal Talabani, irakischer Politiker und Staatspräsident
- 2018: Gisela Bulla, deutsche Archäologin, Autorin und Politikerin
- 2018: Leon Max Lederman, US-amerikanischer Physiker und Nobelpreisträger

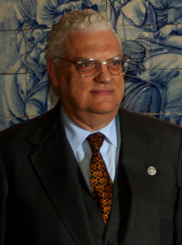
Diogo Freitas do Amaral († 2019)

- 2019: Diogo Freitas do Amaral, portugiesischer Politiker
- 2019: Peter M. Bode, deutscher Architekturkritiker, Journalist und Autor
- 2019: Dieter Salevsky, deutscher Endurosportler
- 2020: Rudolf Heitefuß, deutscher Agrarwissenschaftler und Phytomediziner
- 2020: Boris Kegel-Konietzko, deutscher Kunsthändler
- 2021: Jorge Arturo Medina Estévez chilenischer Kardinal
- 2021: Bernard Tapie, französischer Unternehmer, Politiker und Schauspieler
- 2022: Simon Hallenbarter, Schweizer Biathlet
- 2022: Jerzy Urban, polnischer Journalist und Publizist
- 2023: Johannes Kühn, deutscher Lyriker und Schriftsteller
- 2023: Xoşbəxt Yusifzadə, aserbaidschanischer Naturwissenschaftler
- 2024: Mary O’Rourke, irische Politikerin
- 2024: Marta Valdés, kubanische Singer-Songwriterin

## Feier- und Gedenktage
- Kirchliche Gedenktage
  - Hl. Franz von Assisi, italienischer Ordensgründer (evangelisch, der römisch-katholische Gedenktag ist am 4. Oktober)
- Namenstage
  - Ewald
- Staatliche Feier- und Gedenktage
  - Deutschland: Tag der Deutschen Einheit (seit 1990)
  - Südkorea: Gaecheonjeol, Gründungstag Koreas (2333 v. Chr.)
- Weitere Informationen zum Tag
  - Tag der offenen Moschee (Deutschland) (seit 1997)

Weitere Einträge enthält die Liste von Gedenk- und Aktionstagen.